# Radolfzell am Bodensee

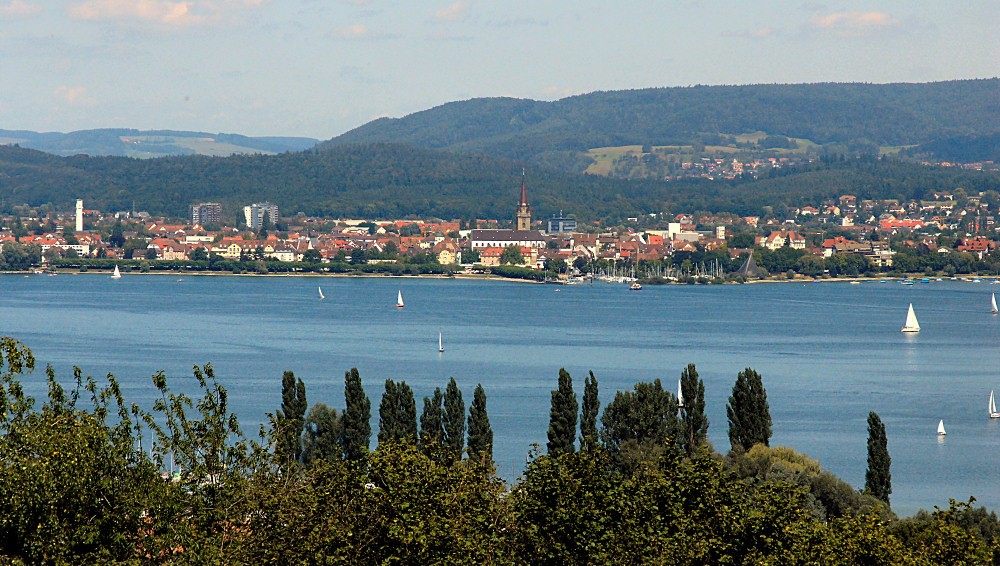
Radolfzell von der Halbinsel Höri aus.

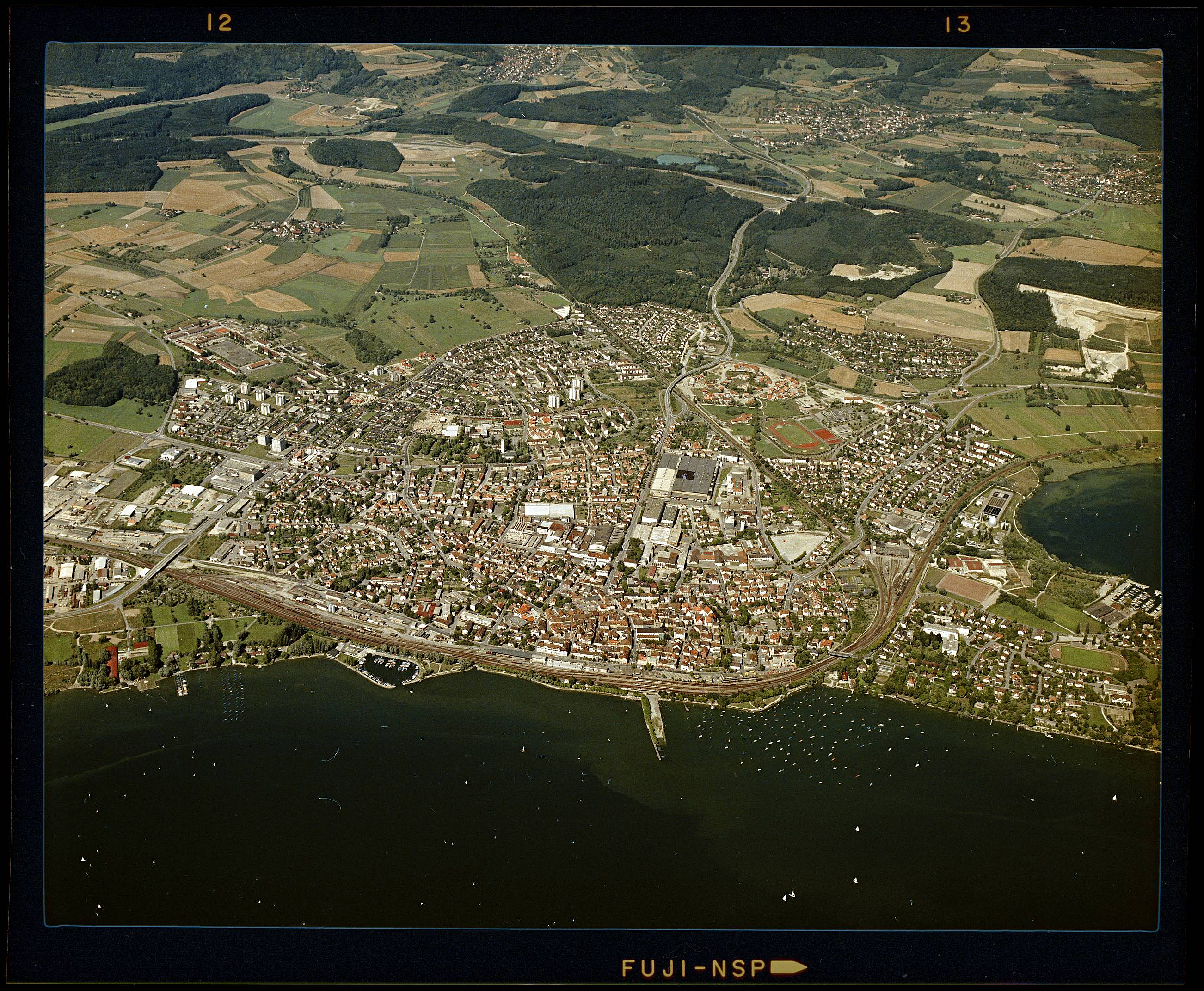
Luftbild von Radolfzell (1985)

Radolfzell am Bodensee ist eine Stadt am nordwestlichen Ufer des Untersees, einem Teilsee des Bodensees, etwa 20 km nordwestlich von Konstanz und zehn km östlich von Singen (Hohentwiel) und nach diesen die drittgrößte Stadt im Landkreis Konstanz, die drittgrößte Stadt am Bodensee und die einzige Stadt, die den Zusatz „am Bodensee“ trägt. Radolfzell bildet ein Mittelzentrum für die umliegenden Gemeinden und ist seit dem 1. Januar 1975 Große Kreisstadt.
Radolfzell ist Kurort (Mettnaukur/Mettnau) und Eisenbahnknotenpunkt mit Gewerbe im Maschinenbau, in der Automobilzulieferung und in der Textil- und Nahrungsmittelindustrie.

## Geographie

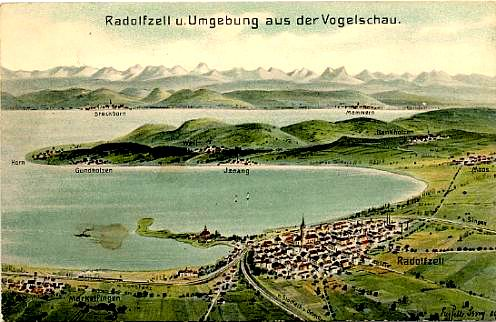
Radolfzell mit Halbinsel Höri. Zeitgenössische, kolorierte Ansichtskarte, um 1900.

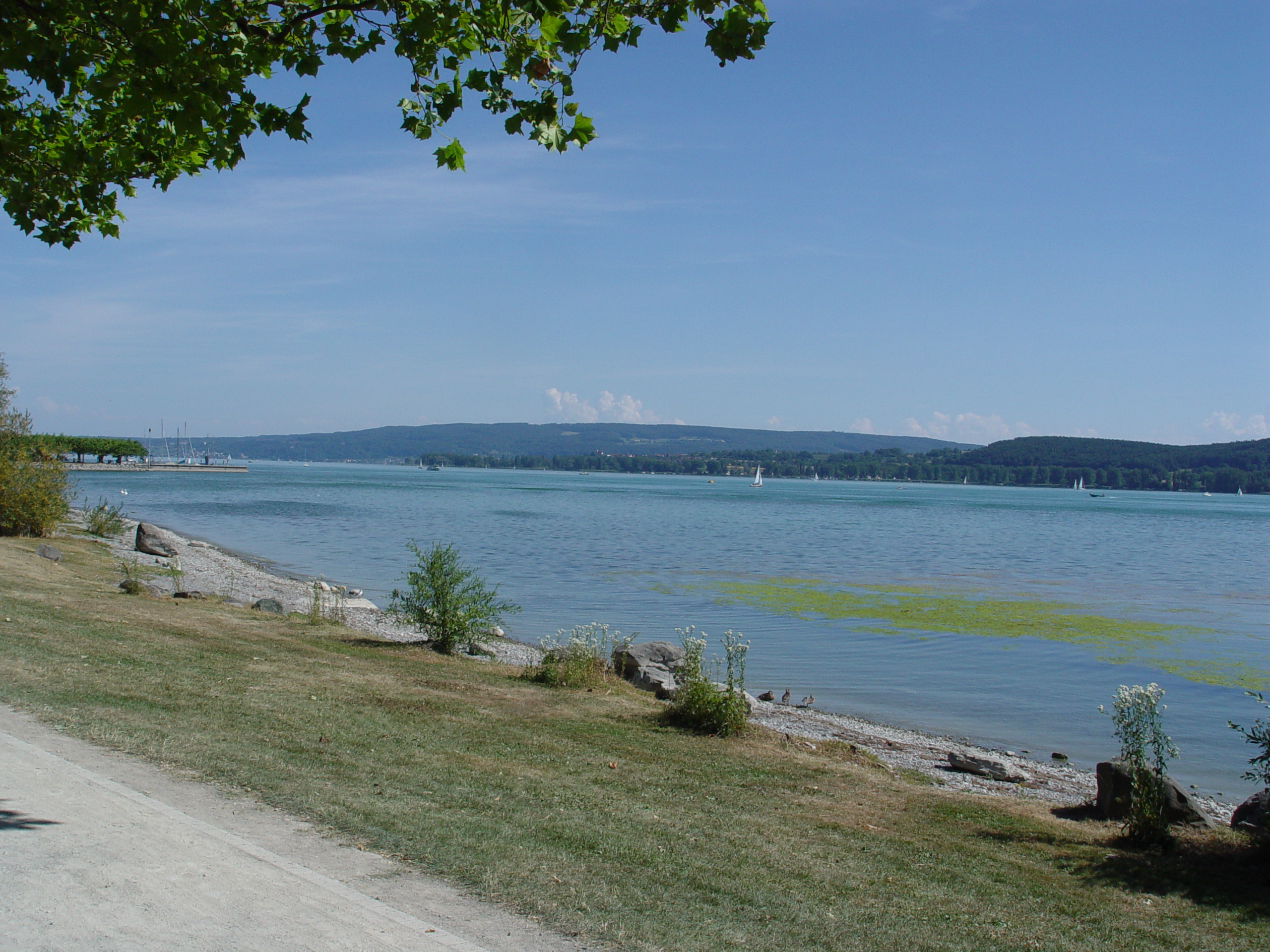
Ufer Radolfzell, Blick in Richtung Süden auf den Schweizer Seerücken

### Geographische Lage
Radolfzell liegt am nordwestlichen Ufer des Bodensees, am Untersee (Zeller See und Gnadensee), an der alten Straße Konstanz-Singen-Engen, landschaftlich eingebettet zwischen Bodensee, Höri, Hegau und Bodanrück. Das Stadtgebiet liegt zwischen 395 Meter (Bodensee) und 675 Meter (Ortsteil Liggeringen) über Normalhöhennull. Im östlichen Stadtgebiet befindet sich auf der Gemarkung Möggingen der etwa zwei Kilometer lange und 600 Meter breite Mindelsee.

### Nachbargemeinden
Folgende Städte und Gemeinden grenzen an die Stadt Radolfzell (im Uhrzeigersinn von Südwest): Moos (am Bodensee), Singen (Hohentwiel), Steißlingen, Stockach, Bodman-Ludwigshafen, Allensbach und Reichenau (alle Landkreis Konstanz).

### Stadtgliederung
Das Stadtgebiet besteht aus der Kernstadt und den im Rahmen der Gemeindereform ab 1974 eingegliederten Gemeinden
| - Böhringen - Güttingen | - Liggeringen - Markelfingen | - Möggingen - Stahringen |

Dazu gehören diverse räumlich getrennte Siedlungen und Wohnplätze:
- zu Böhringen: Am Kreuzbühl, Bei der Sandgrube, Haldenstetten, Pachthof, Reutehöfe, Rickelshausen, Weiherhof und Ziegelfabrik
- zu Güttingen: Buchhof, Neubuchhof, Säckle und Ziegelhof
- zu Liggeringen: Hirtenhof, Mühlsberg und Röhrnang
- zu Markelfingen: Naturfreundehaus
- zu Möggingen: Dürrenhof, Schloss mit Schlosshof Möggingen, Ziegelhof
- zu Stahringen: Bendelhof, Benzenhof, Hinterhomburg, Neuweilerhof, Porthöfe, Schloßhöfe, Unterhöfe und Weilerhof

### Raumplanung
Radolfzell bildet ein Mittelzentrum innerhalb der Region Hochrhein-Bodensee, zu dessen Mittelbereich die Städte und Gemeinden Gaienhofen, Moos und Öhningen des Landkreises Konstanz gehören.
Darüber hinaus gibt es Verflechtungen mit den Kantonen Schaffhausen und Thurgau in der Schweiz.

### Schutzgebiete
Auf dem Radolfzeller Stadtgebiet gibt es insgesamt 10 Naturschutzgebiete. Der Mindelsee südöstlich von Möggingen, die Buchenseen (Güttinger Seen) und das Durchenbergried bei Güttingen, das Ober Öschle bei Liggeringen, das Bodenseeufer auf Gemarkung Markelfingen, das Radolfzeller Aachried, die Radolfzeller Aachmündung, der Litzelsee und die Halbinsel Mettnau und ein kleiner Teil des Naturschutzgebiets Ziegeleiweiher Rickelshausen gehören zu Radolfzell.
Hinzu kommt das Landschaftsschutzgebiet Bodanrück, welches den östlichen Teil des Stadtgebiets um Güttingen, Liggeringen, Möggingen und Markelfingen einnimmt. Um das Naturschutzgebiet Mindelsee liegt zudem das gleichnamige dienende Landschaftsschutzgebiet.
Außerdem hat die Stadt Anteil an den FFH-Gebieten Bodanrück und westl. Bodensee und Mettnau und Radolfzeller Aach unterhalb Singen sowie an den Vogelschutzgebieten Mindelsee, Bodanrück und Untersee des Bodensees.

## Geschichte

### Allgemein
Die Gemarkung Radolfzell bot bereits zu vor- und frühgeschichtlicher Zeit Siedlungsanreize. Dies bezeugen zahlreiche archäologische Fundstätten. Dabei finden sich in der Kernstadt mehrheitlich Spuren des Mittelalters und der Neuzeit, in den Ortsteilen in erster Linie ältere Siedlungsspuren.

### Mittelalter

#### Ursprung / Gründung
Radolfzell wurde um 826 von Bischof Radolf von Verona (Amtszeit 799 bis 840, gestorben zwischen 840 und 858) gegründet. Nach ihm hat die Stadt ihren Namen erhalten (lat.: Cella Ratoldi). Ältester Überlieferungsträger der Gründungsgeschichte ist eine Reliquienübertragungslegende des Klosters Reichenau als Teil der Sammelhandschrift des Reichenauer „Codex domesticus“. Die zur Zeit König Heinrichs I. (919–936) von einem anonymen Verfasser um 930 entstandene Schrift berichtet in der Translationslegende De miraculis et virtutibus beati Marci evangelistae, wie der Veroneser Bischof Radolt auf einer Reise in seine alemannische Heimat auch auf die Klosterinsel Reichenau gekommen sei. Radolt habe Abt Erlebald gebeten, ihm die am nördlichen Inselufer gegründete Kanoniker-Zelle Eginos, seines 802 verstorbenen Lehrers und Vorgängers auf dem Veroneser Bischofsstuhl, zu überlassen. Der Abt, der ihm diesen Wunsch nicht erfüllen wollte, habe ihn auf einen anderen, von ihm ausersehenen Ort am gegenüberliegenden Seeufer verwiesen, von dem es in der besagten Reichenauer Schrift heißt:

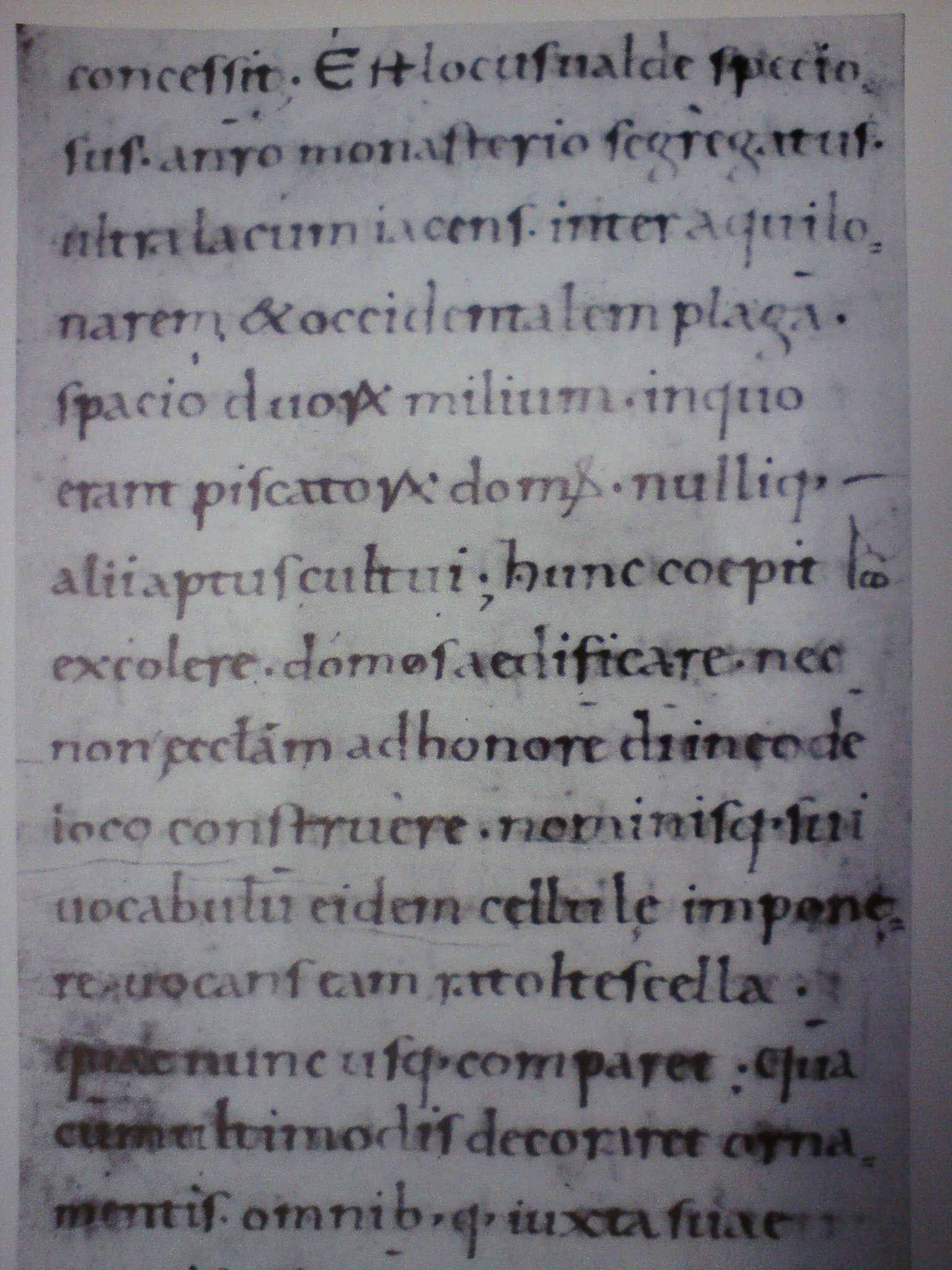
Est locus valde speciosus… Reichenauer Handschrift: Cod. Aug. perg. 84, entstanden um 930

Est locus valde speciosus, a nostro monasterio segregatus ultra lacum iacens inter aquilonarem et occidentalem plagam spatio duorum milium, in quo erant piscatorum domus nullique alii aptus cultui. Hunc coepit excolere, domos aedificare nec non ecclesiam ad honorem deo in eodem loco construere nominisque sui vocabulum eidem cellulae imponere vocans eam Ratoltescella, quae nunc usque comparet. Quam cum multimodis decoraret ornamentis omnibusque iuxta suae mentis affectum rite patris ad episcopalem sedem, unde venerat, reversus est.
„Dieser Ort nun von dem Kloster jenseits des Sees gegen Nordwesten zwei Meilen entfernt, war überaus lieblich gelegen, jedoch nur von Fischern bewohnt und zu keinem andern Anbau geeignet. Ihn also begann Radolt herzurichten und Wohnungen nebst einer Kirche zur Ehre Gottes daselbst zu erbauen und die so gegründete Zelle nach sich Radoltszelle zu benennen, wie es noch heute ist. Nachdem er sie mannigfach geschmückt und ganz nach seinem Sinne ausgestattet hatte, kehrte er wieder an seinen Bischofssitz zurück.“

#### Weitere Entwicklung
In der Folge habe sich Radolt gegen beträchtliche Summen Geldes in Venedig Reliquien des Evangelisten Markus und in Treviso die Gebeine des Heiligen Senesius und Theopontus erworben. Die Markus-Reliquien habe er 830 in die Reichenau überführt, die letzteren in seiner Zell-Kirche beigesetzt, die wohl bereits früh zu einem Wallfahrtsort der beiden Heiligen, Schutzpatrone der späteren Stadt, wurde (siehe unten: Religionen).

#### Hochmittelalter
Im Jahr 1100 kam es unter dem Reichenauer Abt Ulrich II. von Dapfen und mit Zustimmung Heinrichs IV. nach Allensbach „in dem Weiler Radolfs“ (in villa Ratolfi) zur zweiten Marktgründung des Klosters, vermutlich verbunden mit einem eigenen Münzrecht. Neben dem Bauern- und Fischerdorf, dem alten reichenauischen Kelhof und der Kirche Radolfs, die in der Obhut eines Chorherrenstifts stand, wurde ein von dem Kelhof getrennter Handelsplatz mit eigenem Recht konstituiert. Die Marktrechtsurkunde von 1100 gilt als die früheste in Südwestdeutschland überlieferte Urkunde über die Schaffung eines eigenen städtischen Grund- und Bodenrechts, das im Stadtrecht von Freiburg im Breisgau 1120 weiter ausgebildet wurde. Gleichzeitig wurde die Siedlung erweitert und wenig später mit dem Bau einer Stadtmauer und ihrer vier ältesten Tortürme begonnen, von denen drei neben den Resten der Stadtmauer heute noch erhalten sind.
Die Äbte der Reichenau, welche in den Anfängen der Siedlung Grund- und Hofrechte, mithin die unbeschränkte Herrschaft über den Ort als Eigengut des Klosters besaßen, belehnten und vergaben auch das Vogteirecht an Reichenauer Ministerialen, die ihrerseits zusammen mit dem jeweiligen Meier und Schultheiß für die Gerichtsbarkeit bzw. für die recht- und regelmäßigen Abgaben der Zinsbauern (Censualen) und Hörigen an die Reichenauer Lehensgeber zuständig waren.

#### Stadtrecht
Erst 1267 erhielt Radolfzell die Stadtrechte und wird in diesem Zusammenhang wieder der „rechtmäßigen Gewalt“ eines Reichenauer Abtes (Albrecht von Ramstein) unterstellt, nachdem es zwischenzeitlich den Herren von Friedingen, welche Vogt- und Meieramt über Radolfzell ausübten, unterstanden hatte.

#### Herrschaft der Habsburger
Aber nicht lange nachdem die Reichenau die Vogtei über Radolfzell zurück erworben hatte, verkaufte im Jahr 1298 der Konstanzer Bischof Heinrich II. von Klingenberg, unter dessen Pflegschaft das äbtelose und hoch verschuldete Kloster Reichenau damals stand, die Vogtei über Radolfzell samt den Dörfern Aach, Überlingen am Ried, Böhringen und Reute an die Habsburger unter König Albrecht I. (HRR). Im Habsburger Urbar zu Beginn des 14. Jahrhunderts wird Radolfzell zusammen mit Böhringen, Überlingen und Reute denn auch – zum habsburgischen Amt Aach gehörig – geführt. Radolfzell sollte die nächsten 500 Jahre nahezu ununterbrochen unter der Herrschaft Habsburg-Österreichs bleiben. Zwar erhielt die Stadt 1415 als Folge der Ächtung Herzog Friedrichs IV. die Reichsfreiheit – Friedrich hatte dem auf dem Konstanzer Konzil weilenden Papst Johannes XXIII. zur Flucht verholfen – doch kam die Stadt 1455 wiederum unter habsburgisch-österreichische Herrschaft, gehörte zur Landgrafschaft Nellenburg und zählte zu den schwäbisch-österreichischen Ständen.

### Bauernkrieg
Radolfzell war kaiserlich gesinnt und gegen die aufständischen Bauern. Hans Müller von Bulgenbach versuchte mit seinem Schwarzwälder Haufen Radolfzell einzunehmen, beteiligt war auch Kunz Jehle. Er musste die Belagerung am 1. Juli 1525 angesichts schwindender Unterstützung (rund 10.000 Mann gegen eine Reiterschar von 8.000 Mann unter Führung von Mark Sittich von Hohenems) jedoch abbrechen. Rund 24 Dörfer im Hegau wurden anschließend niedergemacht. Erbetene Hilfe zusammen mit Ulrich Albrecht mittels eines Bittbriefs an die Eidgenossen blieb erfolglos.
1609 wurde Radolfzell Sitz des Ritterkantons Hegau. Die Kanzlei befand sich im Ritterhaus, einem ehemaligen Adelshof, der 1810 Sitz des Bezirksamtes wurde.

### Neuzeit
1806 fiel die Stadt an das Königreich Württemberg und kam 1810 mit dem Grenzvertrag zwischen Württemberg und Baden an das Großherzogtum Baden. Hier wurde die Stadt Sitz des Bezirksamts Radolfzell, das 1872 aufgelöst wurde. Anschließend gehörte Radolfzell zum Bezirksamt Konstanz, aus dem 1939 der Landkreis Konstanz hervorging.

### Zeit des Nationalsozialismus
Die mit der Machtübernahme der Nationalsozialisten 1933 einhergehende Gleichschaltung des öffentlichen und privaten Lebens vollzog sich in Radolfzell wie überall im damaligen Deutschen Reich ebenso umfassend. Bereits am 29. Juli 1932, kurz vor der Reichstagswahl, hatte die NSDAP zusammen mit der NSEAP in Radolfzell eine Wahlkampf-Kundgebung im Mettnau-Stadion mit Adolf Hitler als Redner und vor tausenden Zuhörern organisiert. Nach Hitlers Ernennung zum Reichskanzler kam es am Abend des 30. Januar 1933 in Radolfzell zu einem großen Fackelzug der Parteiorganisationen. 1933/1934 erfolgte die Auflösung bzw. Gleichschaltung der politischen Parteien, Betriebe, Behörden und Schulen der Stadt; Umbenennung zahlreicher Straßen und Plätze nach prominenten Nationalsozialisten. Anfang 1934 wurde der bisherige Bürgermeister Otto Blesch aus seinem Amt verdrängt und von NSDAP-Kreisleiter und Gauinspekteur Eugen Speer ersetzt. Es erfolgte eine starke Zunahme der SA-Mitgliederzahl im Jahr 1934; Radolfzell wurde Sitz einer SA-Reiter-Standarte.

#### Die SS-Garnison Radolfzell und das Dachauer KZ-Außenkommando Radolfzell
Auf Initiative von Bürgermeister Eugen Speer, der sich während seiner Amtszeit für diesen Standort nachdrücklich eingesetzt hatte, wurde Ende 1935 im Norden der Stadt mit dem Bau einer weiträumigen Kaserne der Schutzstaffel (SS) nach Plänen des Karlsruher Architekten Hermann Alker begonnen. Die seit dem Tod ihres ersten Kommandanten Heinrich Koeppen ab Oktober 1939 nach ihm benannte SS-Kaserne wurde am 31. Juli 1937 mit dem Einzug einer SS-Verfügungstruppe, des 1935 im Lager Wolterdingen aufgestellten III. Bataillons der SS-Standarte Germania, belegt und in den Folgejahren von wechselnden Verbänden der Waffen-SS genutzt. Stationiert waren bis Kriegsbeginn 1939 das Bataillon der Verfügungstruppe, ab Dezember 1939 das zuvor in Breslau aufgestellte Infanterie-Ersatz-Bataillon I der SS-Totenkopfverbände (im Dezember 1940 zunächst nach Stralsund und dann nach Warschau verlegt), sowie Ende 1940 ein Gruppenführer-Lehrgang für Unteroffiziere und 1941 ein Kriegs-Reserveführer-Anwärter-Lehrgang (RFA) im Rahmen der „Führer“- d. h. Offiziersausbildung der Waffen-SS. Nach Abzug des Totenkopfverbandes wurde mit Wirkung vom 15. Februar 1941 durch das SS-Führungshauptamt und auf Befehl des Reichsführers SS, Heinrich Himmler, „zur Sicherung eines geeigneten Unterführernachwuchses“ die SS-Unterführerschule Radolfzell (USR) in der Heinrich-Koeppen-Kaserne stationiert. Zwischen Mai 1941 und Januar 1945 befand sich zudem ein Außenkommando des KZ Dachau auf dem Kasernenareal.
Die SS-Verfügungstruppe aus Radolfzell sprengte im Verlauf der Reichspogromnacht am 9./10. November 1938 die Synagogen von Konstanz, Gailingen, Wangen und Randegg. Das Radolfzeller SS-Bataillon kam überdies beim Anschluss Österreichs, der Einverleibung der sudetendeutschen Gebiete, der Zerschlagung der Tschechoslowakei und beim Überfall auf Polen zum Einsatz. Außerdem war der Radolfzeller Totenkopfverband an den örtlichen Maßnahmen im Rahmen der sogenannten Wagner-Bürckel-Aktion im Herbst 1940 beteiligt: binnen weniger Tage wurden am 22. Oktober 1940 alle 234 Jüdinnen und Juden aus der Umgebung von Radolfzell und der Höri in das südfranzösische Internierungslager Gurs deportiert.
Zahlreiche, darunter hochrangige und für Kriegsverbrechen verantwortliche Mitglieder der Waffen-SS waren in der Radolfzeller Unterführerschule zwischen 1941 und 1945 als wechselnde Ausbilder von Unterführeranwärtern tätig, die jeweils über mindestens drei Monate militärisch und im Sinne des Nationalsozialismus weltanschaulich geschult wurden, bevor sie schließlich, wie ihre Ausbilder, an den verschiedenen Fronten des Krieges zum Einsatz kamen. Zwischen November 1942 und Januar 1943 war der vormalige Oberbefehlshaber der französischen Armee und Verteidigungsminister des Kollaborationsregimes von Vichy, General Maxime Weygand, in der Unterführerschule interniert. Aus der Unterführerschule wurden Ende 1944 das SS-Regiment Radolfzell unter Obersturmbannführer Willi Braun und, nach dessen frühem Ausfall, Kurt Groß, sowie Anfang 1945 diverse „Kampfgruppen“ rekrutiert, die noch in den letzten Kriegsmonaten im Gebiet Oberrhein/Colmar und Bodensee operierten.

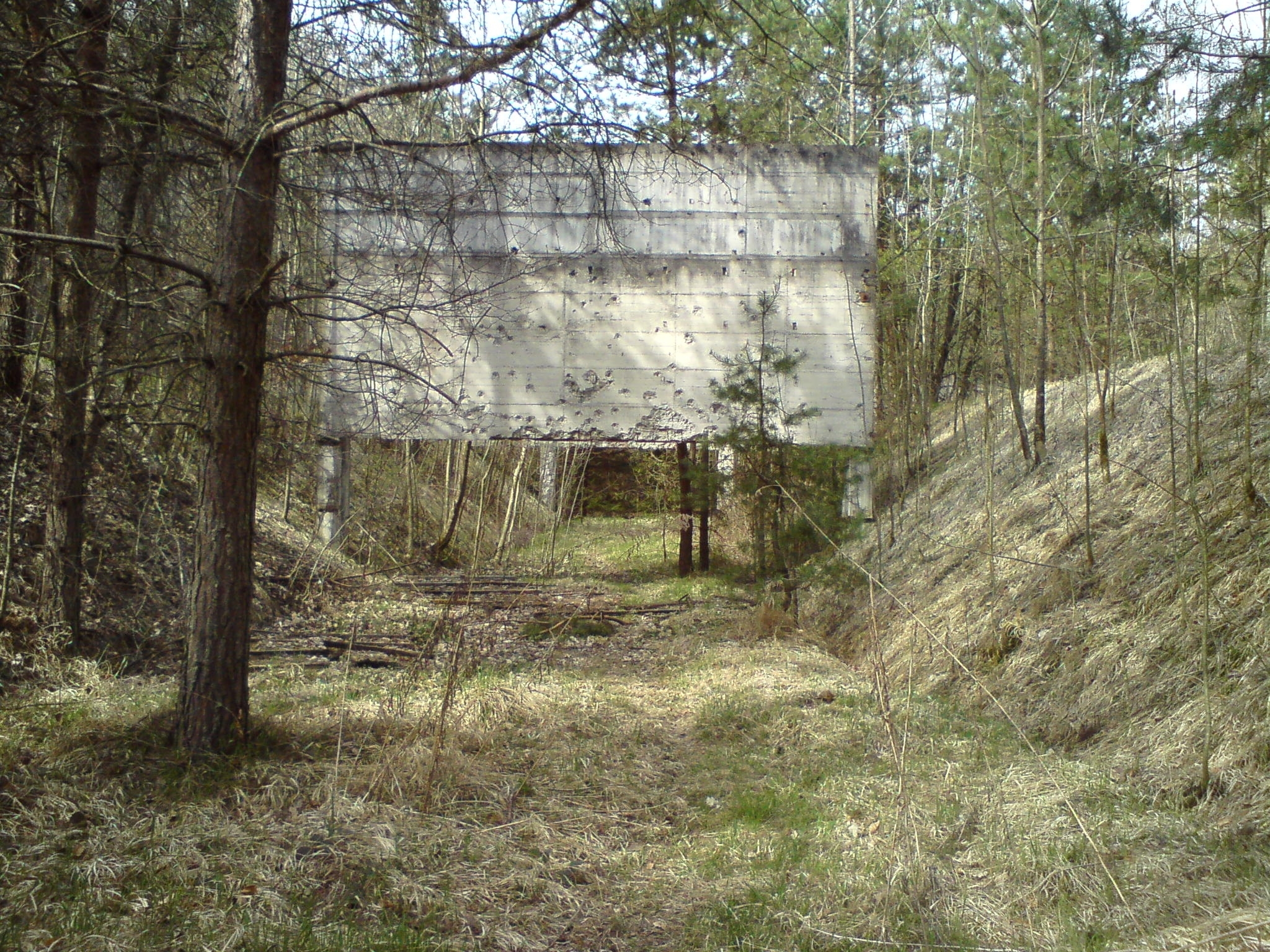
Der von KZ-Häftlingen 1941/1942 gebaute SS-Schießstand. Hier die mittlere der drei von Erdwällen begrenzten Schussbahnen mit Hochblende (2009)

Mit dem ersten Kontingent von über einhundert Häftlingen aus Dachau – sie wurden unter anderem zum Bau eines Großkaliber-Schießstandes im Gewann Altbohl (Gemarkung Güttingen und Möggingen) gezwungen – kam auch Dachauer Wachpersonal in das in die SS-Kaserne integrierte KZ-Außenkommando. Die Kasernenwache der Unterführerschule übernahm die Aufsicht über die Häftlinge im Kasernenbereich. Laut „Schulbefehl“ des verantwortlichen USR-Kommandeurs war der Wachdienst „sinngemäß dem der Konzentrationslager“ durchzuführen, was de facto die Übernahme der Dachauer Lagerordnung bedeutete. Bei Außeneinsätzen der Häftlinge war das Dachauer Wachpersonal für den Wachdienst verantwortlich. Erster „Kommandoführer“ zwischen Mai 1941 und August 1942 war der später als Kriegsverbrecher im Dachau-Hauptprozess 1945 von den Amerikanern zum Tode verurteilte und hingerichtete SS-Hauptscharführer Josef Seuß.
Im Radolfzeller KZ-Außenkommando kamen, durch überlieferte Dachauer Lagerdokumente nachweislich, mindestens zwei Häftlinge gewaltsam zu Tode: Jacob Dörr (1916–1941) und Fritz Klose (1904–1943). Seit 2004 („Jakob-Dörr-Str“) und 2019 („Fritz-Klose-Weg“) erinnern in Radolfzell zwei Straßennamen an die KZ-Häftlinge. Während die „Jakob-Dörr-Str.“ (sic) auf dem Areal der ehemaligen Kaserne zuvor namenlos gewesen war, wurde der 1956 so benannte „Landserweg“ zwischen Kaserne und ehemaliger SS-Wohnsiedlung 2019 in „Fritz-Klose-Weg“ umbenannt. Im Jahr 2016 wurde in einem Neubaugebiet im Norden der Stadt eine geplante Straße nach Leonhard Oesterle benannt, der seit Mai 1941 Häftling im KZ-Außenkommando gewesen war und dem zusammen mit dem tschechischen Mithäftling Oldřich Sedláček im November 1943 die Flucht in die Schweiz gelungen war.
In den letzten Kriegstagen verweigerten fünf SS-Soldaten den Dienst und baten an der Schweizer Grenze um Asyl, das ihnen verwehrt wurde. Man übergab sie den deutschen Behörden. Die fünf Soldaten wurden von Angehörigen des SS-Regiments Radolfzell standrechtlich erschossen und auf dem alten Radolfzeller Friedhof bestattet, später als Gräber von fünf „unbekannten Soldaten“ auf den Waldfriedhof verlegt.
Am 25. April 1945 erfolgte der Einmarsch der französischen Truppen, die Anfang Mai 1945 die Kaserne belegten und diese wie auch den Schießstand ohne größere bauliche Veränderungen nutzten.
Nach dem Abzug der französischen Streitkräfte aus der Caserne Vauban 1977 wurden das Kasernenareal und seine Gebäude sukzessive ziviler Nutzung geöffnet. Sie gehören heute zum sogenannten Gewerbegebiet Nord. Der aufgelassene Schießstand ist im zunehmend überwucherten Gelände in Ausmaß und Substanz deutlich erkennbar und erhalten.

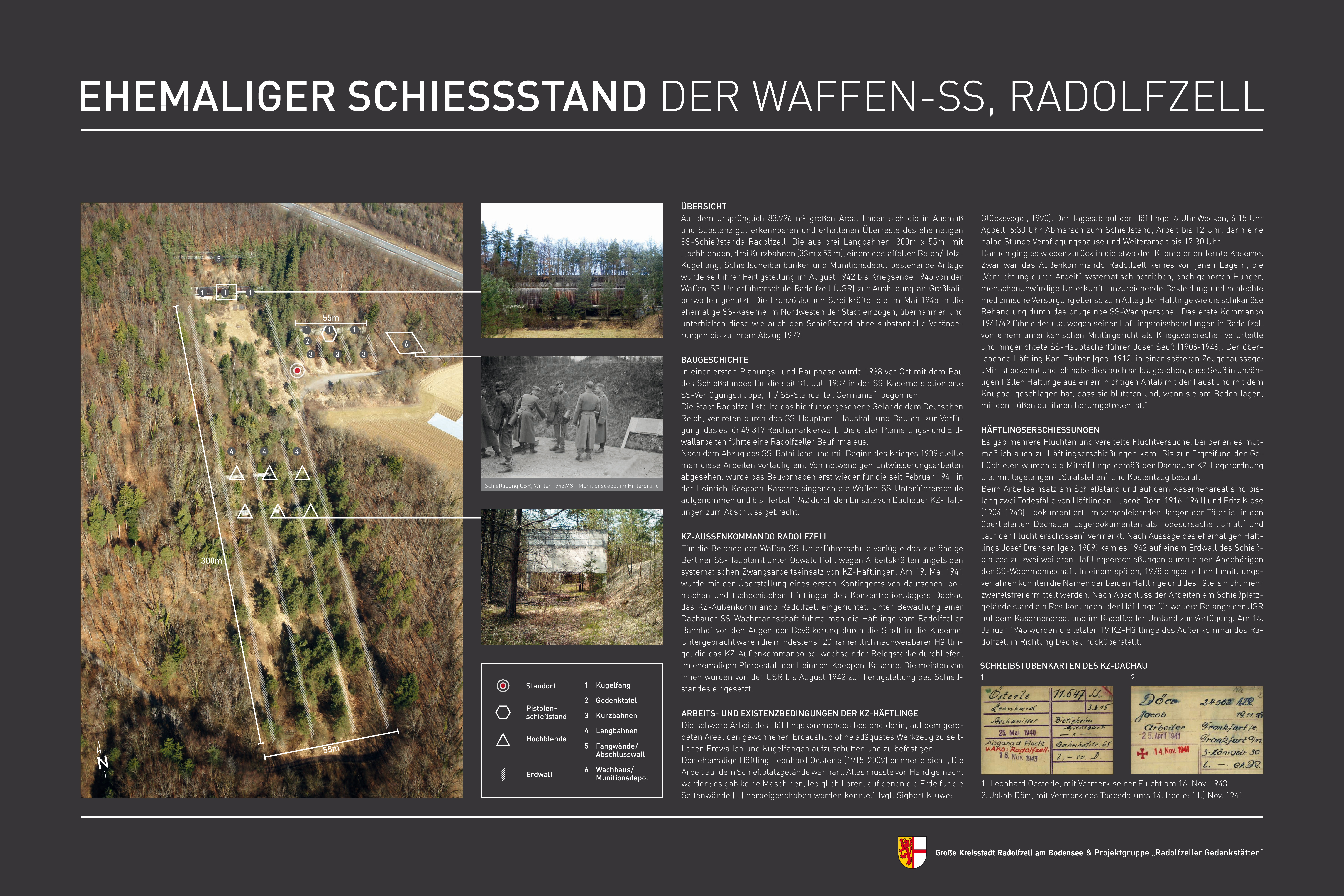
Informationstafel (2012) am ehemaligen Schießstand der Waffen-SS

#### Gedenkstätten
An der ehemaligen SS-Schießanlage wurden 2010 von einer zivilgesellschaftlichen Initiative eine Gedenktafel und 2012 von Seiten der Stadt Radolfzell – in Zusammenarbeit mit dieser Gedenkstätteninitiative – eine Informationstafel zur Entstehungs- und Nutzungsgeschichte des Areals angebracht. Im September 2013 wurde im Eingangsbereich des ehemaligen Stabsgebäudes der Kaserne eine Gedenk- und Informationsstätte der Öffentlichkeit übergeben. Das Ensemble aus einer Metallskulptur und vier Informationstafeln fertigte der Pforzheimer Künstler René Dantes. Sowohl der ehemalige SS-Schießstand als auch die ehemalige SS-Kaserne zählen seitdem zu den von der Landeszentrale für politische Bildung ausgewiesenen Gedenkstätten in Baden-Württemberg.

#### Stolpersteine
Zwischen 2014 und 2020 wurden in Radolfzell und Markelfingen insgesamt 28 Stolpersteine im Gedenken und zur Erinnerung an Verfolgte während der Zeit des Nationalsozialismus verlegt.

### Heute
Infolge der Eingliederung von sechs Nachbargemeinden überschritt die Einwohnerzahl Mitte der 1970er-Jahre die Grenze von 20.000. Daraufhin stellte die Stadtverwaltung den Antrag auf Erhebung zur Großen Kreisstadt, was die Landesregierung von Baden-Württemberg mit Wirkung vom 1. Januar 1975 beschloss. Im Jahr 1990 war Radolfzell Bundesumwelthauptstadt.

### Stadtteile Radolfzells
Auch die Stadtteile Radolfzells haben eine lange Geschichte:
| Böhringen    | Böhringen wurde 1125 als Peringen erstmals erwähnt. Der Ort gehörte dem Kloster Reichenau und war ab 1420 dem Ammannamt Radolfzell unterstellt, dann zum habsburgischen Amt Aach und schließlich ganz zur Stadt Radolfzell. Die Landeshoheit lag somit bei Österreich, die Blutgerichtsbarkeit bei den Landgrafen von Nellenburg. 1805 fiel der Ort mit Radolfzell an Württemberg, kam 1810 an Baden und wurde dem Bezirksamt Radolfzell zugeordnet. Bei Böhringen befindet sich der Weiherhof, auf der Burgstelle der ehemaligen Wasserburg Weiherhof. |
| Güttingen    | Güttingen wurde 860 als Chutininga erstmals erwähnt. Besitzungen hatte das Kloster St. Gallen. Doch schon in frühgeschichtlicher Zeit war die Region besiedelt. So fand sich in Güttingen ein Gräberfeld der Bronze- und Eisenzeit (2./1. Jahrtausend v. Chr.). Im 12. Jahrhundert tauchen die Herren von Güttingen auf, zwei Burgen sind im 16. Jahrhundert erwähnt. Im 15. Jahrhundert gehörte das Niedergericht den Herren von Bodman (Linie zu Möggingen), Reichsministeriale der Staufer, und der Konstanzer Familie Blarer. Letztere verkauften ihren Besitz 1504 an die Herren von Bodman, die ihn an die Herren von Homburg veräußerten und dann wieder zurückkauften. Bei den Herren von Bodman verblieb Güttingen als Hegauer ritterschaftlicher Ort, kam 1806 an Baden und wurde dem Bezirksamt Konstanz zugeordnet. |
| Liggeringen  | Liggeringen wurde 806 als Lütteringen erstmals erwähnt. Schon früh gehörte der Ort zum Kloster Reichenau, doch gab es bis 1135 die Herren von Liggeringen als Edelfreie. Das Niedergericht war teilweise an die Herren von Bodman verpfändet, die den Ort und die Vogtei ab dem 16. Jahrhundert endgültig besaßen. 1744 bis 1774 war der Ort vorübergehend an das Heilig-Geist-Spital Konstanz verpfändet. 1806 kam der Ort an Baden und wurde 1807 dem Bezirksamt Konstanz zugeordnet. |
| Markelfingen | Markelfingen wurde 724 als Marcolfinga erstmals erwähnt. Schon früh gehörte der Ort zum Kloster Reichenau und wurde im 16. Jahrhundert von Ministerialen verwaltet und kam mit Reichenau schließlich an das Hochstift Konstanz. 1803 fiel der Ort an Baden und gehörte bis 1809 zum Amt Reichenau, seither zum Bezirksamt Konstanz. |
| Möggingen    | Möggingen wurde 860 als Mechinga erstmals erwähnt. Besitzungen hatte das Kloster St. Gallen sowie der Konstanzer Bischof. Eine örtliche Herrschaft und eine Burg ist bis ins 15. Jahrhundert belegt. Im 14. Jahrhundert gelangte der Ort an die Herren von Bodman, die ihn vorübergehend an die Herren von Homburg verkauften, dann aber wieder zurückkauften. 1806 kam Möggingen an Baden und wurde dem Bezirksamt Konstanz zugeordnet. 1924 wurde der Nachbarort Dürrenhof eingemeindet. |
| Stahringen   | Stahringen wurde 1127 als Stalringen erstmals erwähnt. Besitzungen hatte der Konstanzer Bischof. Bekannt ist eine frühere bronze- und eisenzeitliche Siedlung. Die Konstanzer Ministerialen verkauften den Ort 1565 an die Herren von Bodman. 1614 gelangte er an das Kloster St. Gallen und 1744/49 fiel er wieder an den Konstanzer Bischof. Den Blutbann hatte Nellenburg inne. 1805 fiel der Ort an Baden, die nellenburgischen Rechte waren mit Württemberg strittig. Bis 1810 war Stahringen Sitz eines Unteramtes innerhalb des Amtes Bohlingen, bevor es zum Amt Stockach kam, aus dem 1939 der Landkreis Stockach hervorging. Bei dessen Auflösung 1973 kam der Ort zum Landkreis Konstanz. |

### Eingemeindungen
In die Stadt Radolfzell wurden folgende Gemeinden bzw. Gemeindeteile eingegliedert:
- 1. Januar 1974: Liggeringen, Markelfingen, Möggingen (mit dem 1924 eingegliederten Dürrenhof) und Stahringen[26]
- 1. Januar 1975: Böhringen (mit dem 1892 eingegliederten Rickelshausen) und Güttingen[26]

### Einwohnerentwicklung
Einwohnerzahlen nach dem jeweiligen Gebietsstand. Die Zahlen sind Volkszählungsergebnisse (¹) oder amtliche Fortschreibungen der jeweiligen Statistischen Ämter (nur Hauptwohnsitze).

Einwohnerentwicklung von 1812 bis 2016

| Jahr               | Einwohner |
| ------------------ | --------- |
| 1812               | 1.053     |
| 1825               | 1.127     |
| 1833               | 1.194     |
| 1855               | 1.336     |
| 1858               | 1.370     |
| 1861               | 1.493     |
| 1. Dezember 1871   | 1.556     |
| 1. Dezember 1880 ¹ | 2.056     |
| 1. Dezember 1900 ¹ | 4.160     |
| 1. Dezember 1910 ¹ | 6.011     |
| 16. Juni 1925 ¹    | 7.026     |
| 16. Juni 1933 ¹    | 7.467     |
| 17. Mai 1939 ¹     | 8.044     |

| Jahr                 | Einwohner |
| -------------------- | --------- |
| 13. September 1950 ¹ | 9.712     |
| 6. Juni 1961 ¹       | 13.607    |
| 27. Mai 1970 ¹       | 15.692    |
| 31. Dezember 1975    | 23.274    |
| 31. Dezember 1980    | 23.709    |
| 25. Mai 1987 ¹       | 25.051    |
| 31. Dezember 1990    | 26.476    |
| 31. Dezember 1995    | 28.089    |
| 31. Dezember 2000    | 28.862    |
| 31. Dezember 2005    | 30.252    |
| 31. Dezember 2010    | 30.782    |
| 31. Dezember 2020    | 31.530    |

¹ Volkszählungsergebnis

### Religionen

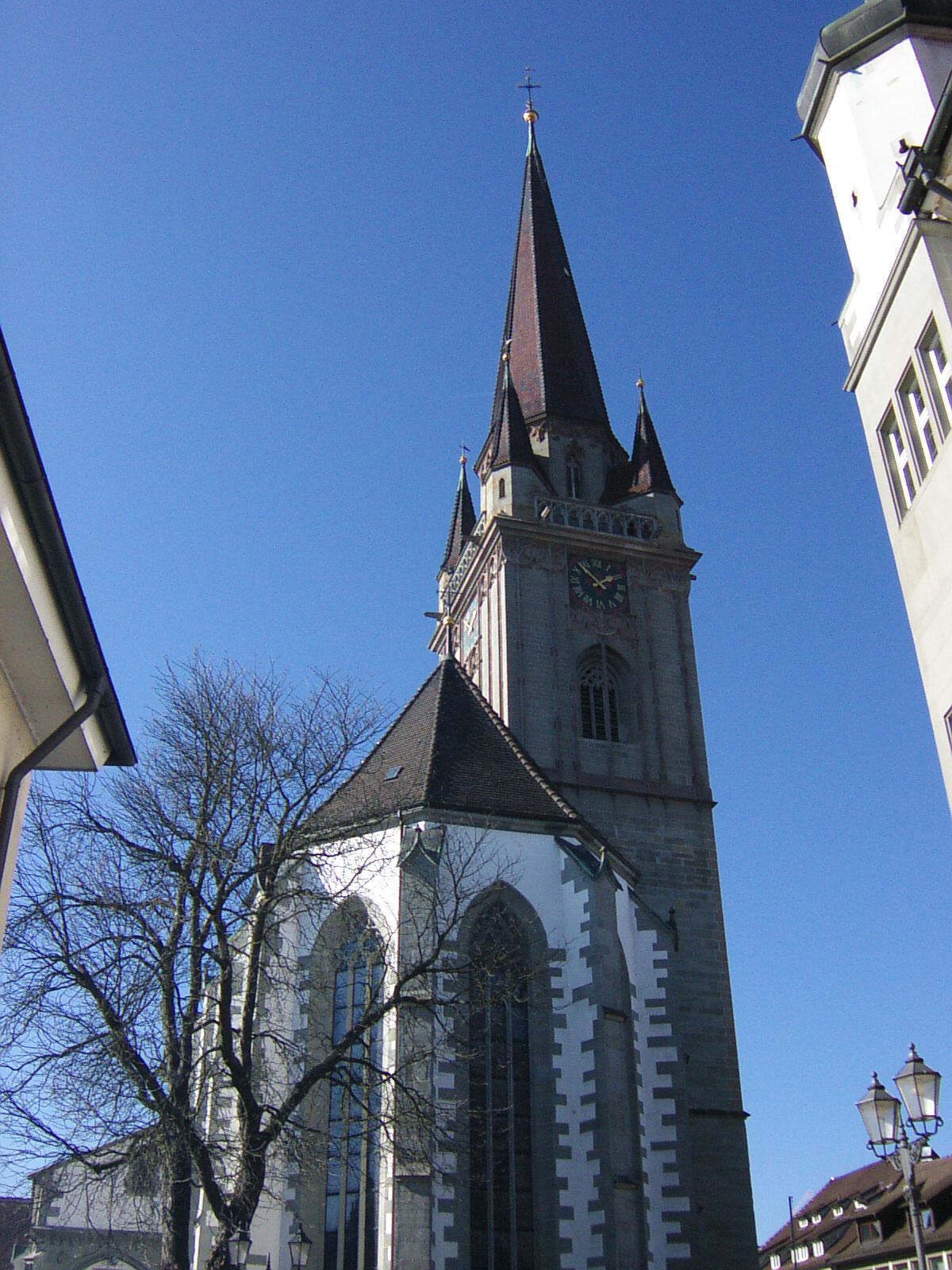
Münster unserer lieben Frau in Radolfzell

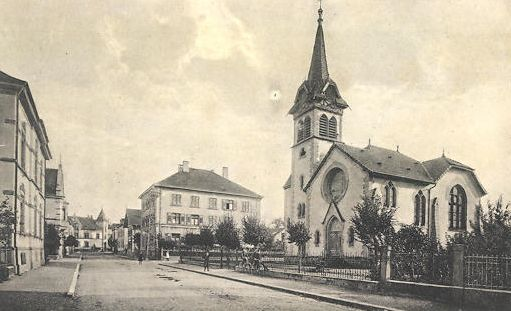
Alte evangelische Kirche (1898–1963), Johannesstr. (heute Bismarckstr.), Radolfzell. Zeitgenössische Ansichtskarte, um 1910

Radolfzell gehörte anfangs zum Bistum Konstanz. Unweit der von Ratold (auch Radolf) gegründeten Zelle entstand eine Kirche, die den Heiligen Senesius und Theopont geweiht wurde. Im 11. Jahrhundert kam noch der Heilige Zeno dazu. Die drei Stadtpatrone nannte man auch die „Hausherren“. Die Kirche wurde 1436 bis 1550 durch das heutige Münster, das Unserer Lieben Frau geweiht wurde, ersetzt. Diese Kirche blieb über Jahrhunderte die einzige Pfarrkirche der bis ins 19. Jahrhundert katholisch gebliebenen Stadt. Doch gab es auch einige Klöster und Kapellen. So wurde im 14. Jahrhundert das Franziskaner-Tertiarierinnen-Kloster St. Ursula gegründet, das aber bereits 1525 abging. Die zugehörige Kapelle wurde im 17. Jahrhundert neu errichtet, im 19. Jahrhundert jedoch wieder abgebrochen. Ein Kapuzinerkloster wurde 1625/27 errichtet und 1826 aufgehoben. Die dazugehörige Kirche St. Georg aus dem Jahr 1660 wurde zu einem Wohnhaus umgebaut. Eine Kapelle St. Anna wurde 1727 gestiftet, eine weitere (St. Wolfgang) auf der Mettnau 1784 abgebrochen. Im Heilig-Geist-Spital von 1343 wurde später ein Altenheim eingerichtet.
Die Kirchengemeinde Radolfzell kam 1821/27 zum neu gegründeten Erzbistum Freiburg. Durch starken Zuwachs der Bevölkerung wurde 1937 die Kuratie St. Meinrad errichtet, die 1957 bis 1959 eine eigene Kirche erhielt, an der 1964 eine Pfarrei errichtet wurde.
Auch in den Radolfzeller Stadtteilen gibt es jeweils katholische Gemeinden, die schon eine lange Tradition haben. In Böhringen wurde bereits 1426 eine Bartholomäuskapelle erwähnt, doch wurde die ursprüngliche Filiale von Radolfzell erst 1728 zur Pfarrei St. Nikolaus erhoben. Die heutige Kirche stammt aus dem Jahr 1958. Dabei wurde die alte Kirche von 1730 in die Vorhalle einbezogen. In Güttingen wurde 1155 eine Kirche erwähnt. Die Pfarrei wurde wohl bereits im 13. Jahrhundert errichtet. Die heutige Kirche St. Ulrich wurde 1795 auf älteren Resten erbaut und 1884 bis 1896 erweitert und im 20. Jahrhundert nochmals umgebaut. In Liggeringen wurde 1360/70 eine Pfarrei genannt. Die heutige Pfarrkirche St. Georg wurde aber erst 1905 im neoromanischen Stil erbaut. Dabei dient die 1711 bis 1717 erbaute alte Kirche als Nordquerhaus. In Markelfingen gibt es ebenfalls seit dem 14. Jahrhundert eine Pfarrei. Die Pfarrkirche St. Laurentius wurde 1612 erbaut. Die ehemalige Wallfahrtskapelle St. Anna aus dem 17. Jahrhundert wurde 1816 zu einem Wohnhaus umgebaut. In Möggingen wurde die dortige Pfarrei 1275 erwähnt. Die Pfarrkirche St. Gallus stammt aus dem Jahr 1749, die Innenausstattung ist neoromanisch, der Turm wurde erst 1839 angebaut. Stahringen hat seit 1740 eine eigene Pfarrei, doch wird bereits 1482 eine Kapelle genannt. Die heutige Pfarrkirche St. Zeno wurde 1836 erbaut. Alle genannten katholischen Gemeinden gehören zum Dekanat Konstanz des Erzbistums Freiburg. Sie bilden die Seelsorgeeinheit St. Radolt Radolfzell.
Im 19. Jahrhundert zogen auch Protestanten nach Radolfzell. 1869 wurde eine eigene Gemeinde gründet, die zunächst von der Pfarrei Singen, dann von Stockach aus betreut wurde. 1904 wurde Radolfzell eine eigene Pfarrei, nachdem 1898 an der Johannesstraße eine Kirche erbaut worden war. Diese wurde jedoch 1963 abgebrochen. An selbiger Stelle entstand von 1965 bis 1967 die heutige Christuskirche. Zur Gemeinde Radolfzell gehörten bis 1970 auch die Protestanten der heutigen Stadtteile. Doch wurde in Böhringen 1970 ein Vikariat und 1972 eine eigene Pfarrei errichtet. Die Paul-Gerhardt-Kirche war bereits 1958 erbaut worden. Zur Gemeinde Böhringen gehören auch die Protestanten der Stadtteile Güttingen, Liggeringen, Markelfingen, Möggingen und Stahringen sowie weiterer Nachbarorte. Beide evangelischen Kirchengemeinden im Radolfzeller Stadtgebiet gehören zum Dekanat Konstanz der Evangelischen Landeskirche in Baden. Darüber hinaus gibt es in Radolfzell auch Gemeinden evangelischer Freikirchen, darunter eine Evangelisch-methodistische Kirchengemeinde, eine Freie evangelische Gemeinde und eine Evangelisch-Freikirchliche Gemeinde (Baptisten) in Stahringen.
Seit 1982 gibt es in Radolfzell die Türkisch-Islamische Gemeinde mit einer Moschee.
Ferner sind die Zeugen Jehovas, die Apostolische Gemeinschaft und die Neuapostolische Kirche in Radolfzell vertreten.

### Konfessionsstatistik
Gemäß dem Zensus 2011 waren von den 29.571 Einwohnern 45,6 % (13.483) katholisch und 20,3 % (5.982) evangelisch. Dazu kamen 34,2 % (10.106), welche  konfessionslos waren, einer anderen Glaubensgemeinschaft angehörten oder keine Angabe machten.
Die Zahl der Protestanten und Katholiken ist seitdem gesunken. 2021 gab es noch circa 36 % (11.550) Katholiken und circa 15 % (4.680) Protestanten. 2022 gab es 4.543 Protestanten und 2023 waren es 4.432 (fast 14 %).
In den Jahren 2020 bis 2022 waren bei der katholischen Kirchengemeinde in Radolfzell fast 800 Kirchenaustritte zu verzeichnen, 2023 (bis Ende Oktober) 202.

## Politik

### Gemeinderat
Die Kommunalwahl vom 9. Juni 2024 führte bei einer Wahlbeteiligung von  62,6 % (2019: 60,8 %) zu folgendem Ergebnis für die Verteilung der 26 Sitze:
| Partei / Liste    | Stimmenanteil | +/− %p | Sitze | +/− |
| CDU               | 28,8 %        | + 2,0  | 7     | ± 0 |
| SPD               | 15,2 %        | + 1,5  | 4     | ± 0 |
| FDP               | 12,7 %        | + 0,4  | 3     | ± 0 |
| Freie Wähler      | 22,2 %        | + 3,4  | 6     | + 1 |
| Freie Grüne Liste | 21,2 %        | − 7,2  | 6     | − 1 |

+/−: Unterschied zur Wahl 2019

### Bürgermeister
An der Spitze der Stadt stand zunächst der reichenauische Vogt, dem der Ammann und der Rat unterstanden. 1421 erwarb die Stadt von der Reichenau die Burg und das darauf ruhende Ammannamt (städtische Verwaltung und niedere Gerichtsbarkeit) pfandweise und brachte es 1538 endgültig in ihren Besitz. Daneben gab es einen kleinen Rat und einen großen Rat. Nach dem Übergang an Baden 1810 leitete ein Bürgermeister die Stadtverwaltung.
Seit der Erhebung zur Großen Kreisstadt 1975 trägt das Stadtoberhaupt von Radolfzell die Amtsbezeichnung Oberbürgermeister. Dieser wird heute von den Wahlberechtigten für eine Amtszeit von acht Jahren direkt gewählt. Er ist Vorsitzender des Gemeinderats und Chef der Verwaltung. Sein allgemeiner Stellvertreter ist der Erste Beigeordnete mit der Amtsbezeichnung Bürgermeister.
Amtierender Oberbürgermeister ist seit 2021 der parteilose Simon Gröger, Monika Laule ist Bürgermeisterin. Zur Oberbürgermeisterwahl am 17. Oktober 2021 trat der bisherige Amtsinhaber Martin Staab (parteilos) zur Wiederwahl an, unterlag aber mit 13,92 Prozent der abgegebenen Stimmen seinem Herausforderer Gröger (ebenfalls parteilos), der 83,32 Prozent im ersten Wahlgang erhielt. Gröger trat sein Amt am 1. Dezember 2021 an.
Bürgermeister bzw. Oberbürgermeister von Radolfzell seit 1793
| - 1793–1808: Anton Leibes - 1808–1814: Josef Hermanuz - 1815–1816: Max Frey - 1817–1822: Peter Mayer - 1823–1825: Josef Grüner - 1825–1838: Anton Spachholz - 1838–1851: Johann Baptist Mohr - 1851–1852: Josef Spachholz - 1852–1864: Johann Häusler - 1864–1865: Johann Drescher - 1866–1867: Dominik Noppel - 1867–1880: Josef Anton Vogt - 1880–1891: Konstantin Noppel - 1891–1894: August Sommer |  |  | - 1894–1902: Franz Mattes - 1902–1911: Heinrich Riedlinger - 1911–1934: Otto Blesch - 1934–1935: Eugen Speer - 1935–1942: Josef Jöhle - 1942–1945: August Kratt, kommissarisch als 1. Beigeordneter - 1945: Otto Blesch - 1945–1955: Wilhelm Gohl - 1955–1968: Hermann Albrecht - 1968–1976: Fritz Riester - 1976–2000: Günter Neurohr - 2000–2013: Jörg Schmidt - 2013–2021: Martin Staab - seit 2021: Simon Gröger |

### Wappen
| Wappen von Radolfzell am Bodensee | Blasonierung: „Gespalten von Gold und Silber; vorne ein golden gekrönter, golden bewehrter und rot gezungter roter Löwe, hinten ein durchgehendes, halbes rotes Balkenkreuz am Spalt.“ |
| Wappen von Radolfzell am Bodensee | Wappenbegründung: Der Marktort des Klosters Reichenau bekam 1267 Stadtrecht, wurde 1298 an Habsburg verkauft und war im 15. Jahrhundert vorübergehend Reichsstadt. In die Zeit der Klosterherrschaft fällt noch das älteste Siegel, das einen thronenden Bischof, wohl den Ortsgründer St. Radolt, enthält. Im Sekret nach 1300 ist der im Kniestück dargestellten Figur der Habsburger Löwe beigefügt; sie ersetzte im dritten Siegel (seit 1514) der heutige Schild. Das Kreuz ist eine Minderung des Reichenauer Wappens. Krone und goldene Bewehrung des Löwen verlieh 1526 Erzherzog Ferdinand. Nur das Stadtwappen tritt siegelmäßig seit dem 18. Jahrhundert auf, nachdem es farbig schon 1513 auf einer Wappenscheibe vorkommt. |

### Flagge
Die Stadtflagge ist Rot – Weiß – Gelb. Das Stadtbanner ist seit 1388 überliefert.

### Städtepartnerschaften
Radolfzell unterhält eine Städtepartnerschaft mit Istres (Provence-Alpes-Côte d’Azur, Frankreich, seit 1974) und mit Amriswil (Thurgau, Schweiz, seit 1999).

## Verkehr

### Eisenbahnverkehr

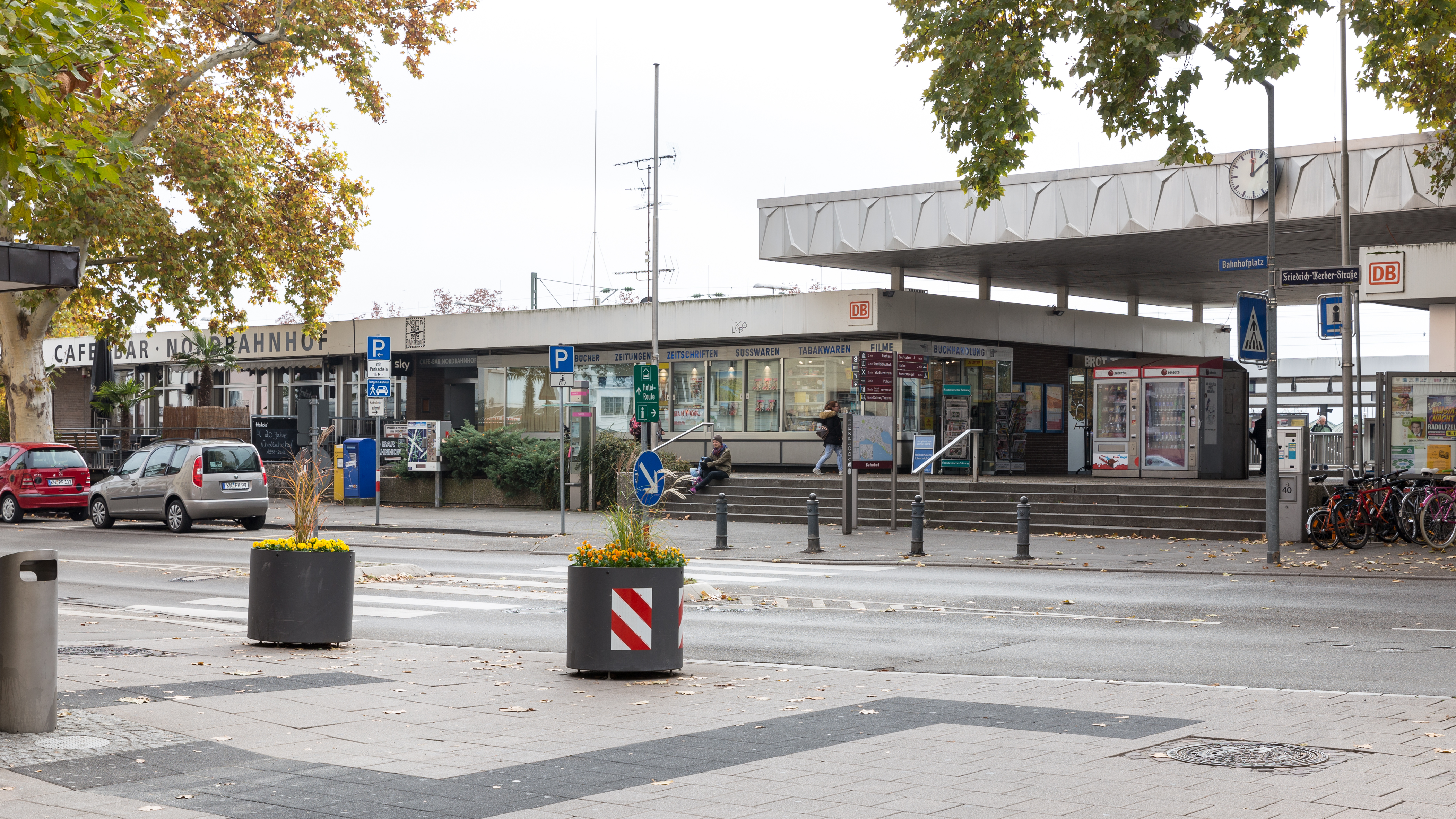
Bahnhof Radolfzell

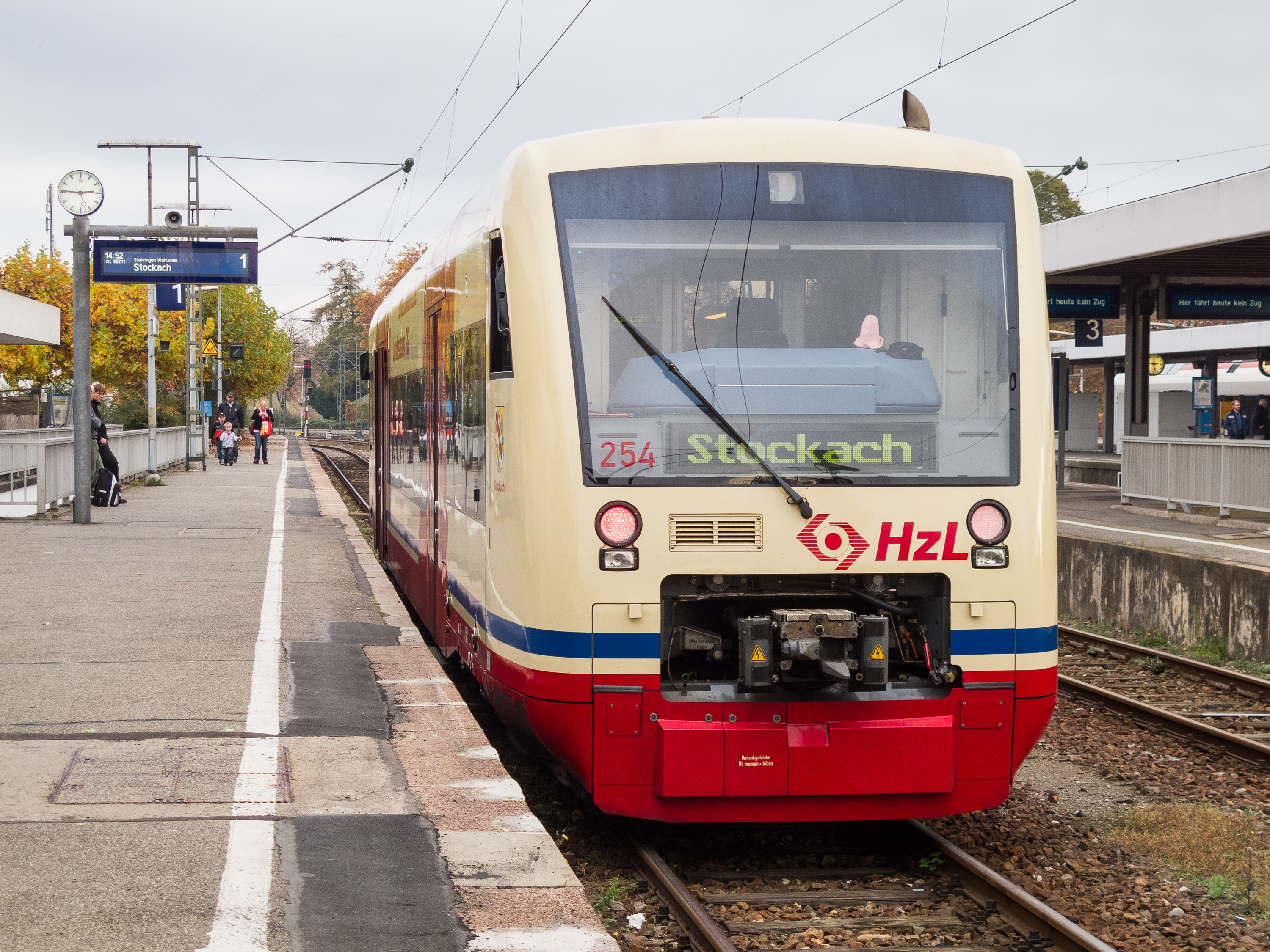
Regio-Shuttle nach Stockach

Der Radolfzeller Bahnhof ist ein Trennungsbahnhof, in dem die Bahnstrecke Radolfzell–Mengen von der Hochrheinbahn abzweigt. Es verkehrt stündlich ein Schwarzwaldbahn-Regional-Express (RE2) Karlsruhe – Konstanz. Zusätzlich verkehrt der Seehas (S6) halbstündlich zwischen Engen und Konstanz. In Ost-West-Richtung verkehren Regional-Express-Züge (RE3) von  Friedrichshafen nach Basel sowie die Seehänsele-Regionalbahnen (RB31) von Friedrichshafen nach Radolfzell. Ebenfalls hat das Seehäsle (S61) nach Stockach seinen Ausgangspunkt in Radolfzell. Radolfzell gehört zum Verkehrsverbund Hegau-Bodensee (VHB). Darüber hinaus verfügt die Stadt durch ein einzelnes Intercity-Zugpaar der Linie 35 über eine umsteigefreie Verbindung nach Köln und weiter über das Ruhrgebiet nach Norddeich Mole, die jedoch nur am Wochenende angeboten wird. Außerdem halten Mo–Fr zwei Zugpaare der IC-Linie 87 Konstanz–Stuttgart. Im Sommer 2023 wurde Radolfzell zum ersten Mal überhaupt an das ICE-Netz angeschlossen, indem in den Sommermonaten jeweils freitags und samstags ein ICE der Linie 26 aus Hamburg über die Schwarzwaldbahn den Bahnhof Konstanz erreicht, samstags und sonntags gibt es je einen Zug zurück nach Hamburg.
Der Modellbauhersteller Faller präsentierte in den 1980er Jahren im Katalog einen Bausatz der „Bahnsteigbrücke Radolfzell“. Diese Brücke wurde jedoch im Zuge des Bahnhofsneubaus bereits nach 1967 abgerissen und durch die heutige Unterführung ersetzt. Beim Neuvertrieb des Bausatzes verzichtete Faller auf den Namen „Radolfzell“.

### Straßenverkehr
Radolfzell ist über die Bundesstraßen 33 und 34 an das Fernstraßennetz angeschlossen.

### Busverkehr
Die Stadtwerke Radolfzell betreiben das Stadtbusnetz, Regionalbusse fahren in alle wichtigen Städte der Umgebung.

### Schiffsverkehr

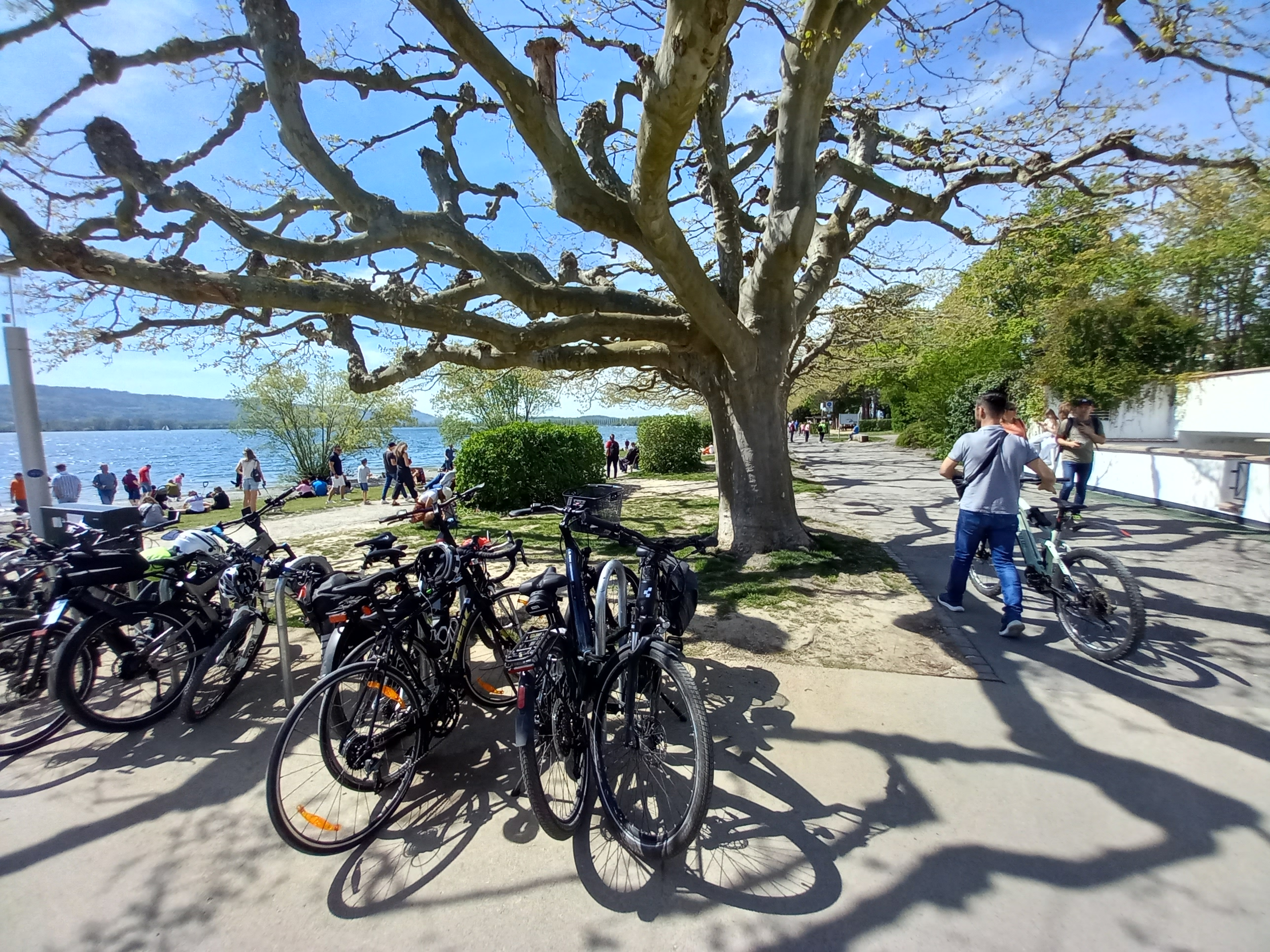
Zwischen der Schifflände und dem Bahnhof an der Strandpromenade abgestellte Fahrräder

Die Radolfzeller Hafenanlage war einst wichtig für den Lastschiffverkehr, heute legen Freizeitschiffe an. Radolfzell ist an den Linienverkehr der Bodensee-Schiffsbetriebe angebunden.

### Radverkehr
Durch eine Alltagsroute aus dem Radnetz Baden-Württemberg ist Radolfzell über den Stadtteil Böhringen mit Singen und in der anderen Richtung über den Stadtteil Markelfingen und über Allensbach mit Konstanz verbunden. 
Durch Radolfzell verlaufen die folgenden Landes-Radfernwege:
- Der Bodensee-Radweg umrundet den Bodensee. Er ist auf der Nordseite des Sees auch ein Teil der D-Route 8 (Rhein-Route)[39]. Die D-Route 8 führt aber im Gegensatz zum Bodensee-Radweg nicht über Konstanz, sondern kürzt ab und führt direkt von Radolfzell in den Stadtteil Güttingen. Zwischen Konstanz und Stein am Rhein ist der Bodensee-Radweg zugleich ein Teil der Eurovelo-Route 15 (Rheinradweg)[40]. Zwischen Radolfzell und Stein am Rhein verlaufen auf dieser Trasse zugleich die D-Route 6 (Donauroute) und die Eurovelo-Route 6 (Atlantik - Schwarzes Meer)[41].
- Der Heidelberg-Schwarzwald-Bodensee-Radweg führt von Heidelberg nach Radolfzell. Er führt von Donaueschingen kommend über Tengen und Singen an sein Ziel.

Zwischen Radolfzell und Tuttlingen verlaufen die D-Route 6 und die Eurovelo-Route 6 über Eigeltingen und den Berg Witthoh, um ab Tuttlingen donauabwärts weiterzuführen.
Radolfzell ist Mitglied der AGFK (Arbeitsgemeinschaft Fahrrad- und Fußverkehrsfreundlicher Kommunen) in Baden-Württemberg und hat die „Qualitätsstufe“ für eine fahrradfreundliche Kommune erreicht.

## Wirtschaft und Infrastruktur

### Ortsansässige Unternehmen und Organisationen

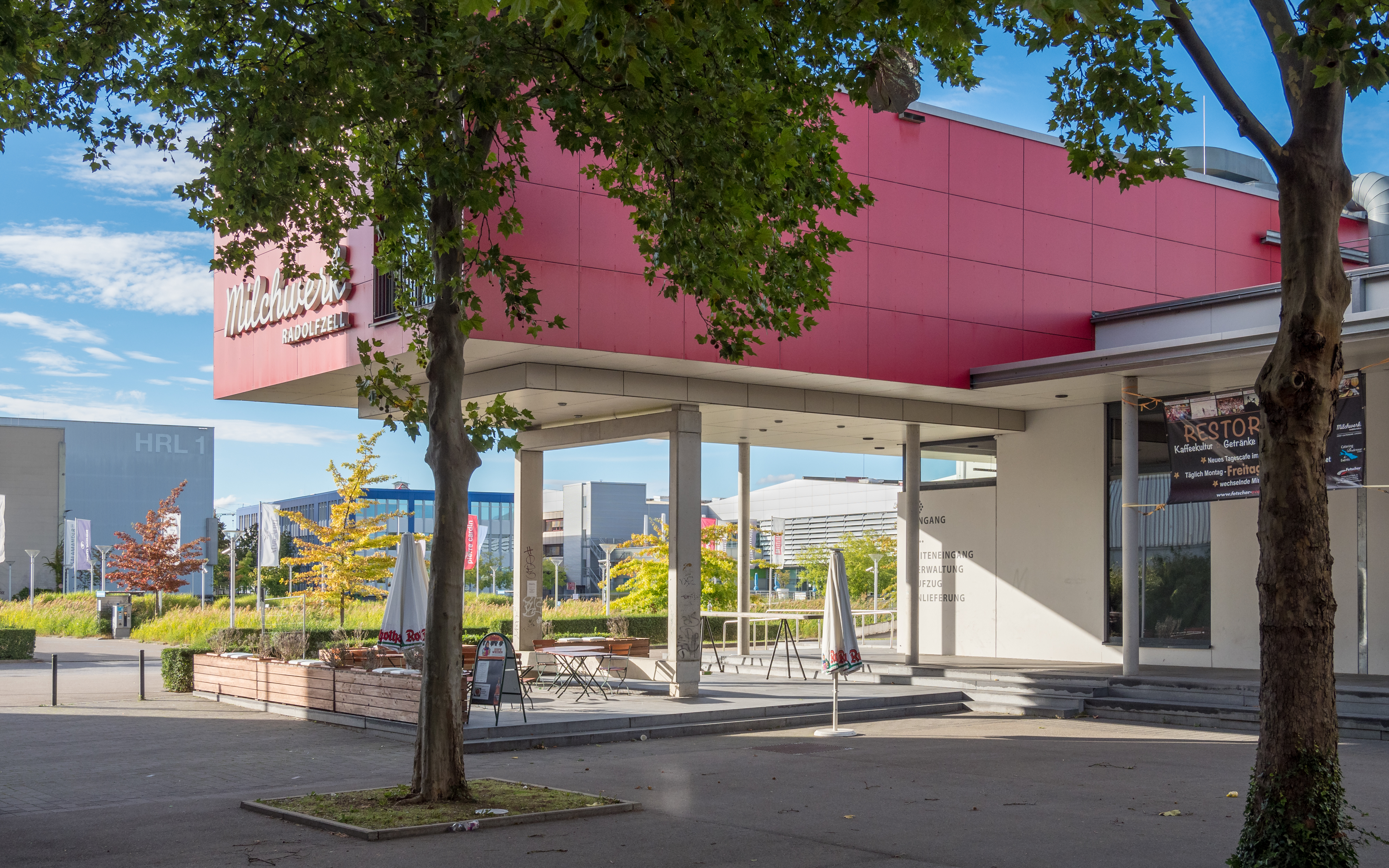
Milchwerk Radolfzell und Outlet-Gelände

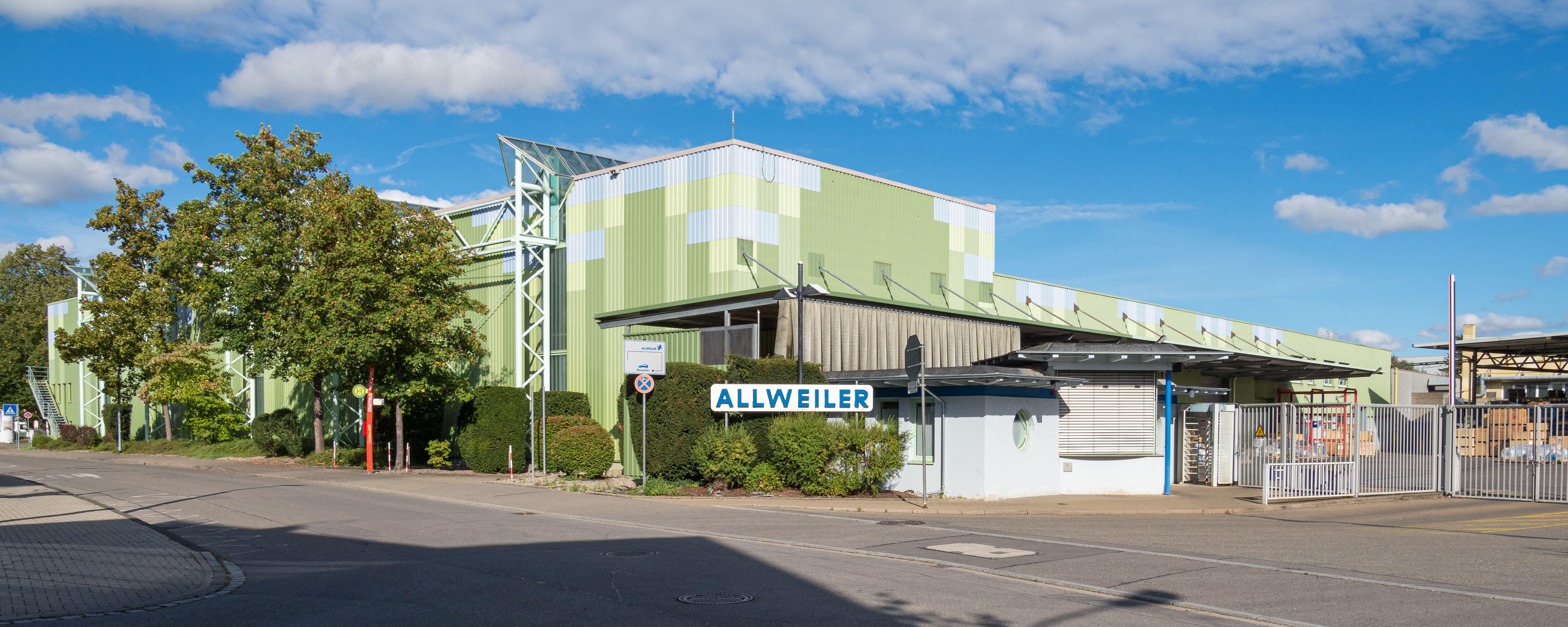
Allweiler Fabrik in Radolfzell

Große ansässige Unternehmen und Organisationen sind
- Allweiler GmbH, Pumpenfabrik, gegr. 1860
- Hügli Nahrungsmittel GmbH
- Pematech GmbH, ehemals Rohwedder AG (Automatisierungstechnik)
- Schiesser AG (Tages- und Nachtwäsche)
- TRW Automotive Electronics and Components GmbH & Co KG (Elektronikkomponenten für Automobilhersteller)
- Sybit GmbH, als größter IT-Dienstleister in Radolfzell
- Cirocom-Gruppe, Film- und Stuntproduktionsunternehmen
- Umweltorganisationen
  - Bodensee-Stiftung
  - Deutsche Umwelthilfe e. V.
  - Stiftung Europäisches Naturerbe – Euronatur

Im Gewerbegebiet Nord, auf dem Gelände der früheren SS-Kaserne (siehe oben: Geschichte), ist mit dem Radolfzeller Innovations- und Technologiezentrum (RIZ) eine neue Form der Unterstützung innovativer Unternehmen sowie wachstumsorientierter Klein- und Mittelbetriebe entstanden. Auf einer Gesamtfläche von rund 15.000 m² werden Büro-, Werkstatt- und Laborflächen angeboten.
In den 1930er-Jahren wurde in Radolfzell die Rennmotorrad-Marke Champion produziert. Das einzige noch existierende Exemplar befindet sich im Oldtimermuseum Meßkirch.

### Behörden
Radolfzell hat ein Amtsgericht, das zum Landgerichtsbezirk Konstanz gehört, eine Kammer des Arbeitsgerichtes Villingen-Schwenningen, sowie verschiedene Dienststellen des Landratsamts Konstanz. Weiterhin befindet sich eine Außenstelle des Zollfahndungsamtes Stuttgart in Radolfzell.

### Medien
Der Südkurier erscheint in Radolfzell mit örtlicher Lokalausgabe als Tageszeitung. Zudem erscheinen die Anzeigenblätter Singener Wochenblatt in der Lokalausgabe Radolfzell sowie Hallo Radolfzell, letzteres mit öffentlichen Bekanntmachungen (Amtsblatt). Aus der Bodenseeregion berichtet außerdem der private Fernsehsender Regio TV Bodensee. In Radolfzell befindet sich die Redaktion des Wassersportmagazins Internationale Bodensee + Boot-Nachrichten (IBN).

### Bildung und Forschung
Radolfzell ist Sitz des Max-Planck-Institut für Verhaltensbiologie, das aus der Vogelwarte Radolfzell mit hervorging. Die Vogelwarte Radolfzell war eine Nachfolgeeinrichtung der 1901 gegründeten Vogelwarte Rossitten und war von 1959 bis 1999 an das Max-Planck-Institut für Verhaltensphysiologie, von 1999 bis 2004 an die Max-Planck-Forschungsstelle für Ornithologie und von 2004 bis 2019 an das Max-Planck-Institut für Ornithologie angegliedert.
Radolfzell ist Sitz einer Reihe von Bildungseinrichtungen der Primarstufe, der Sekundarstufe I und der Sekundarstufe II. Es ist Sitz von Schulen der beruflichen Aus- und Weiterbildung entsprechend seiner Funktion als Mittelzentrum.
Die Stadt Radolfzell ist Träger des Friedrich-Hecker-Gymnasiums, eines Gymnasiums mit sprachlichem und naturwissenschaftlichem Profil, der Gerhard-Thielcke-Realschule, der Ratoldus Gemeinschaftsschule (Primarstufe und Sekundarstufe I), einer Förderschule (Radolfzeller Hausherren Schule), einer Grund- und Hauptschulen mit Werkrealschule (Tegginger-Grund- und Hauptschule) sowie von sieben Grundschulen (Böhringen („Storchenschule“), Güttingen, Liggeringen, Markelfingen, Möggingen, Stahringen und Sonnenrainschule). An der Sonnenrainschule gibt es seit 2001 Montessori-Unterricht. Seit dem Schuljahr 2011/12 gibt es zudem die Unterseeschule, eine jahrgangsübergreifende Grundschule in freier Trägerschaft.
Der Landkreis Konstanz ist Träger des Beruflichen Abendgymnasiums Radolfzell, der Mettnau-Schule und des Berufsschulzentrums Radolfzell. Die Mettnau-Schule ist eine Schule mit beruflichen Gymnasien (Agrarwissenschaftliches Gymnasium, Biotechnologisches Gymnasium, Sozialpädagogisches Gymnasium), Berufskollegs und Fachschulen. Das Berufsschulzentrum Radolfzell umfasst gewerbliche, kaufmännische und haus- und landwirtschaftliche Abteilungen sowie die Abteilung Design und Gestaltung. Neben den verschiedenen Berufsschulen gibt es Berufsfachschulen, Berufskollegs, ein Berufsvorbereitungsjahr und Meisterkurse, Ausbildungen zum Betriebsassistenten des Handwerks (MIH), Fachhochschulreife in Verbindung mit einer Berufsausbildung.
Außerdem sind die Carl Duisberg Centren, ein Dienstleistungsunternehmen im Bereich der internationalen Aus- und Weiterbildung mit Niederlassungen in sieben deutschen Städten, auch in Radolfzell vertreten.

## Kultur und Sehenswürdigkeiten
In Radolfzell wird eine Mundart des Bodenseealemannischen gesprochen.

### Museen

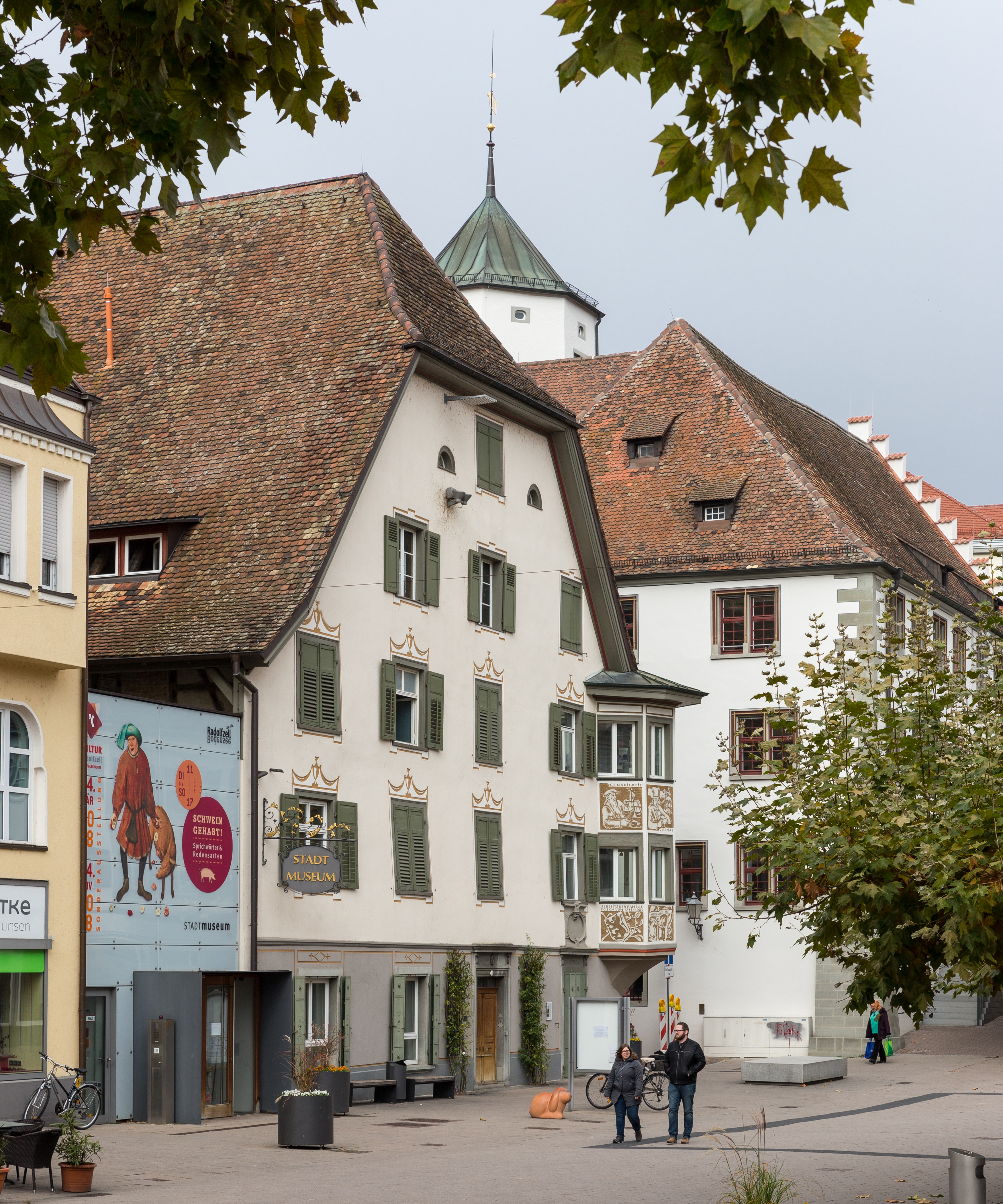
Stadtmuseum Radolfzell

Das Stadtmuseum Radolfzell in der alten Stadtapotheke wurde nach umfassender Sanierung und Neugestaltung am 15. Juli 2006 wieder eröffnet. Eine Kostbarkeit der alten Apotheke ist die erhaltene Offizin aus der Biedermeierzeit, die um weitere Apothekenräume wie dem Labor und der Kräuterkammer ergänzt wird. Bei der Sanierung eingerichtete „Baufenster“ lassen die Hausgeschichte seit der Errichtung als Apotheke 1688/1689 lebendig werden. Das dreigeschossige, breitgelagerte Gebäude unter hohem Krüppelwalmdach mit zweigeschossigen Eckerker wurde 1834 spätklassizistisch-biedermeierlich umgestaltet. Zum Bestand gehört eine Sammlung mit Gemälden und Zeichnungen des Malers Carl Spitzweg. Die Stadtgeschichte wird in einzelnen Stationen anschaulich gemacht: Cella Ratoldi, Markt in Radolfzell, Radolfzell am Bahnhof, Made in Radolfzell, Radolfzell am Bodensee und Radolfzell gestern. Wechselnde Sonderausstellungen und ein museumspädagogisches Angebot widmeten sich zum Beispiel 2010 dem Thema „Triumphzug, Prunkgefäß und Plauderstündchen“. Die Ausstellung beleuchtete die Kunst- und Kulturgeschichte des 19. Jahrhunderts.

### Bauwerke

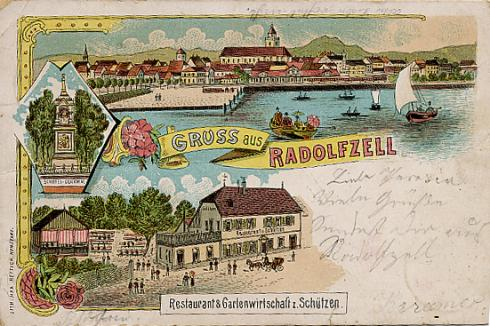
Radolfzell um 1900

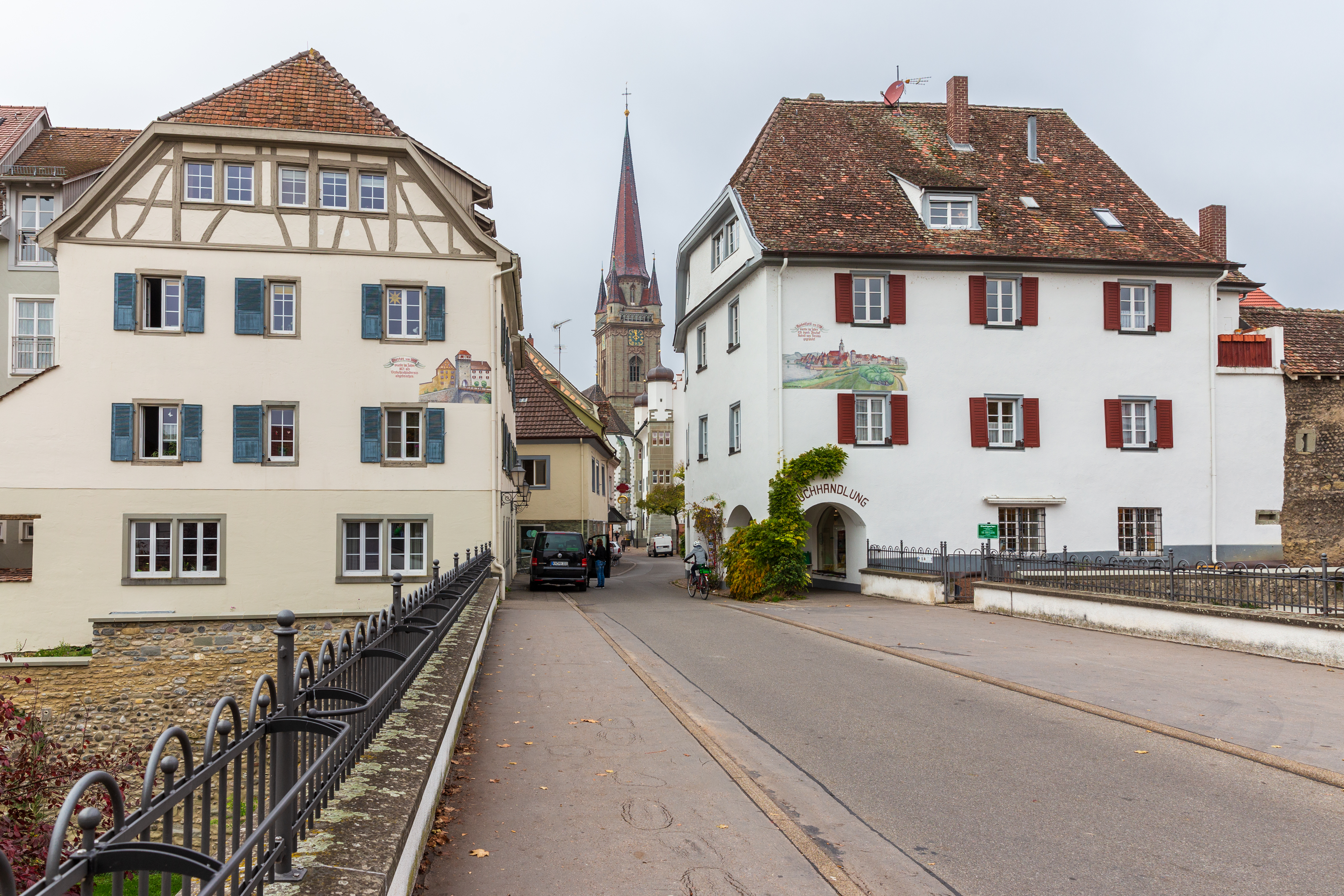
Obertor und Münster Radolfzell

#### Sakralbauten
Das Münster Unserer Lieben Frau ist ein spätgotischer Bau, der wahrscheinlich eine ältere spätromanische Basilika ablöste. Die älteste Wandmalerei zeigt eine Kreuzigungsszene, die vom Künstler in die Gegend um Radolfzell verlegt wurde. Weitere Kirchen in der Kernstadt sind die katholische Kirche St. Meinrad von 1957/1959 und die evangelische Christuskirche von 1965/1967.
In den Stadtteilen gibt es meist ältere katholische Kirchen, und zwar in Güttingen (St. Ulrich, erbaut 1795, 1884, 1896 erweitert), in Markelfingen (St. Laurentius, erbaut 1612) und in Möggingen (St. Gallus 1749 erbaut, Turm von 1839). Die Kirche St. Zeno in Stahringen wurde 1836 erbaut, die Kirche St. Georg in Liggeringen 1905 im neoromanischen Stil. Die Pfarrkirche St. Nikolaus in Böhringen besteht seit 1728, 1952 wurde sie erweitert und bekam auch einen neuen Kirchturm. Die evangelische Paul-Gerhardt-Kirche in Böhringen wurde 1958 erbaut.
Der Ölberg am Münster zeigt die Ölbergszene. Die Kopien der Originalfiguren, die Originale befinden sich im Münster, wurden durch Spenden aufwendig saniert und erstrahlen nun wieder in den ursprünglichen Farbtönen. Eine große Einzelspende stammte aus der Hand des Ehrenbürgers Werner Messmer.
Das Kapuzinerkloster wurde 1625 bis 1627 errichtet, doch bereits 1632 abgerissen, aber 1659/1660 wieder aufgebaut. 1826 wurden die Wohngebäude abgerissen und die Klosterkirche zu einem Wohnhaus umgebaut. Heute befinden sich hier städtische Dienststellen; bis zu dessen Schließung 2019 war auch das von Hans Küng inspirierte Weltkloster hier untergebracht.

#### Profanbauten
- Das heutige Rathaus wurde 1848 anstelle des alten Rathauses von 1421 erbaut und diente zugleich als Bezirksgerichtsgebäude und städtische Fruchthalle.[60]
- Das Österreichische Schlösschen wurde ab 1609 zu bauen begonnen, doch zog sich der Bau soweit hin, dass der Bau bis ins 18. Jahrhundert als Fruchtschütte, Weinlager und Speicher genutzt wurde. Erst dann wurde er fertiggestellt und war zunächst Rathaus (ab 1734) und dann Schulhaus. Heute befindet sich hier die Stadtbibliothek.[61]
- Die Alte Dompropstei war von 1485 bis 1631 ein Pfleghof der Dompropstei Konstanz sowie Amtssitz der Verwaltung.[62]
- Der Stadtgarten wurde 1924 eröffnet. Dabei handelt es sich um den ehemaligen Stadtgraben.
- Der Pulverturm und der „Höllturm“ sind Teile der ehemaligen Stadtbefestigung.
- Die Alte Realschule am Luisenplatz, erbaut in den Jahren 1906 bis 1908 vom damaligen Stadtbaumeister Georg Zimmermann; wird 1937 zur Mettnau-Oberschule, 1948 Progymnasium, 1951 Vollgymnasium; 1974 wieder Realschule; heute Radolfzeller Hausherren Schule.
- Ein herausragendes Gebäude der 1950er Jahre ist der alte Wasserturm des Milchwerks (heute aquaTurm), der zu einem Designhotel umgebaut wurde. Der transformierte Turm ist mit einer Höhe von 50,50 m nach dem Münster das zweithöchste Bauwerk der Stadt und das erste Nullenergiehochhaus der Welt.
- Das Scheffelschlösschen auf der Mettnau war Villa des Dichters Joseph Victor von Scheffel. Heute ist es Sitz der Verwaltung der Mettnau-Kur.
- Das Strandbad Mettnau ist die größte der Radolfzeller Badeanstalten und wurde 1928 eröffnet; seine historische Bausubstanz ist trotz mehrerer An- und Umbauten in den letzten 90 Jahren bis heute weitgehend erhalten.
- Die Villa Bosch wurde von dem Apotheker Franz Karl Josef Bosch (1809–1881) im Jahre 1865 erbaut. Sie dient als städtische Galerie und für Veranstaltungen wie Kleinkunst, Konzerte und Tagungen.
- Die Villa Finckh in Radolfzell ist nicht nach dem Heimatdichter Ludwig Finckh (1876–1964) benannt, sondern nach Wilhelm Finckh (1863–1915). Er war der Schwiegersohn von Jacques Schiesser, dem Gründer der Firma Schiesser. Etwa 1884 begann Wilhelm Finckh für Schiesser zu arbeiten und betreute zunächst die Auslandsabteilung. Später heiratete er die einzige Tochter des Ehepaars Schiesser, Adele. Nach dem Tod des Firmengründers übernahm Finckh dessen Aufgabe im Unternehmen. Die Villa Finckh wurde 1900 von Franz Schmal erbaut.[63]
- Das Konzertsegel an der Uferpromenade ist eine 1989 errichtete Bühnenüberdachung für die Freilichtbühne.

#### Vogelwarte
1928 wurde in Radolfzell die Süddeutsche Vogelwarte als private Vogelwarte eingerichtet, die jedoch 1938 wieder schließen musste. Nach dem Zweiten Weltkrieg siedelte die Vogelwarte Rossitten in das Wasserschloss Möggingen im heutigen Radolfzeller Stadtteil Möggingen um. Seither beherbergt die Stadt wieder eine Vogelwarte, die Vogelwarte Radolfzell.

### Regelmäßige Veranstaltungen

#### Fasnacht

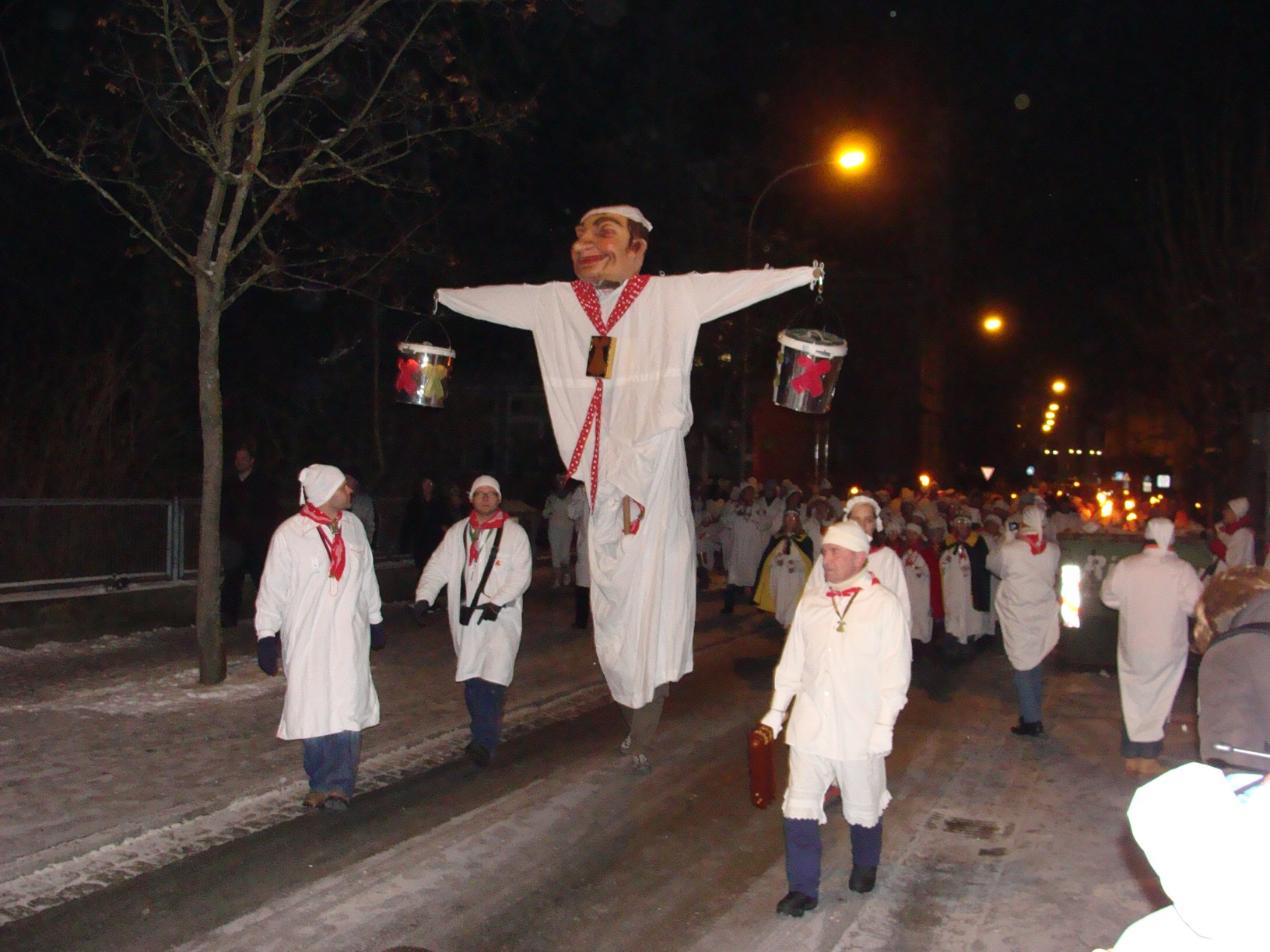
Hemdglonker in Radolfzell am Bodensee mit Hemdglonkerpuppe, 2010

Die Fastnacht, dort Fasnacht oder Fasnet genannt, hat in Radolfzell eine lange Tradition und lässt sich bereits im 16. Jahrhundert nachweisen. Seit 1841 besteht eine organisierte Fastnacht, deren Gründerväter es sich zur Aufgabe gemacht hatten, die alten Bräuche an die nächsten Generationen weiterzugeben. Bereits zu dieser Zeit gab es in der Narrenzunft Narrizella Ratoldi 1841 e. V. einen Narrenrat, die Narreneltern, einen Narrenbaum und das „Rote Buch“, in dem Begebenheiten der Fastnacht bis heute festgehalten werden.
Trotz mannigfaltiger Krisen, die oft die Weiterführung der Bräuche behinderten, hat sich die Fasnacht in Radolfzell ständig erweitert. 1913 wurde sogar eine zweite Narrenzunft gegründet, die heute unter dem Namen Froschenzunft aktiv auf das Radolfzeller Fasnetsleben Einfluss nimmt. Die Froschenzunft besteht aus verschiedenen Zunftfiguren. Die Zunft hat drei Vollmasken, der Frosch, der Binsenglonker und der Sibachgeist. Die beiden letzten Figuren haben Holzmasken. Der Fanfarenzug (1956) der Froschen und die Froschenkapelle sind für den musikalischen Teil der Fasnet zuständig. Weitere Gruppen sind die Froschenholzer, der Damengarde mit Junggarde, der Narrenrat und die Muckenfänger. Der Storch und der 'Narrebolizei' sind Einzelfiguren.
Auch die historische Narrenzunft Narrizella Ratoldi hat ihr Figurenrepertoire seit der Gründung erheblich erweitert und besteht heute aus den Narreneltern, Saemaa, Schnitzwiiber, Schulerbuebe, Kappedeschle, Garde, Hansele, Klepperle-Narros, Holzhauer, Narrebolizischt, Fanfarenzug (seit 1976), Narrenmusik (seit 1926) und dem Schlegelebeck mit seinen sieben Höllteufeln Asmodeus, Beelzebub, Galan, Geiz, Höllebock, Lumpeseggel und Narrefresser.
Neben den beiden großen Zünften gibt es verschiedene kleinere Gruppen und Vereine, so unter anderem die Altstadthexen und die Rebknorre. Aber auch weitere Musiken, wie die Radolfzeller Schnooke Vielharmoniker, die Rebberg Musikanten sowie die Radolfzeller Laugelefuchser prägen das Bild der Radolfzeller Fasnet.
Der Hemdglonkerumzug findet am Vorabend des Schmutzge Dunschtigs statt.

#### Weitere Veranstaltungen
- Januar: Bodensee-Hochzeitsmesse
- Juli: Hausherrenfest
- September: Altstadtfest
- Oktober: Kulturnacht
- Dezember: Christkindlemarkt
- Das ehemalige Milchwerk ist das Tagungs- und Kulturzentrum der Stadt. Es ist für bis zu 1650 Personen ausgelegt und wird für Tagungen, Seminare, Messen, Ausstellungen, Modenschauen, Bälle, Theaterveranstaltungen, Konzerte, Tanzveranstaltungen, Musicals und Kleinkunstdarbietungen genutzt. Das Gebäude umfasst mehrere Tagungsräume verschiedener Größe.

### Vereine

#### Sport
Radolfzell hat ein breites Spektrum an Sportvereinen. Sommer- und Wintersportarten, unter anderem Fußball, Handball, Leichtathletik und Turnen, Skifahren, Bergsteigen, Segeln, Rudern, Kanusport und viele weitere werden dort betrieben. Alle städtischen und kreiseigenen Sportanlagen stehen auch Vereinen zur Verfügung. Die Sportvereine haben sich zur „IG Sport Radolfzell“ zusammengeschlossen, um gemeinsame Interessen zu vertreten. Die Sektion Konstanz des Deutschen Alpenvereins unterhält im ehemaligen Milchwerk Radolfzell das 2005 errichtete Kletterzentrum Kletterwerk mit rund 2.500 m² Kletterwänden. Der Yachtclub Radolfzell veranstaltet in zweijährigem Turnus eine Internationale deutsche Meisterschaft.

#### Kulturelle Vereine
Die Trachtengruppe Alt Radolfzell wurde 1921 von Pfarrer Hermann Sernatinger nach der Vorlage überlieferter Trachten begründet. Die Frauentracht zeichnet sich aus durch ein Kleid mit glänzender Schürze, ein Mailänder Tuch und eine goldene Radhaube. Die Tracht der Männer besteht aus schwarzen Bundhosen, weißen Strümpfen, dunklem Bratenrock und einem Dreispitz als Kopfbedeckung. Die Trachtengruppe tritt zum „Hausherrenfest“ auf.
Der Deutsch-Französische Club (DFC) in Radolfzell pflegt das französische Freizeitspiel Pétanque, hat einen kleinen Chor für französische Lieder, bietet Französischkurse und unternimmt Frankreich-Reisen.
Der Förderverein Alternative JugendKultur Radolfzell e. V. betreibt das Jugend- und Kulturzentrum s’Bokle, das nach dem Abriss des alten Gebäudes im Jahr 2005 nun im Gewerbegebiet West angesiedelt ist. Dort finden unter anderem regelmäßig Konzerte kleinerer Künstler statt.

### Bilder

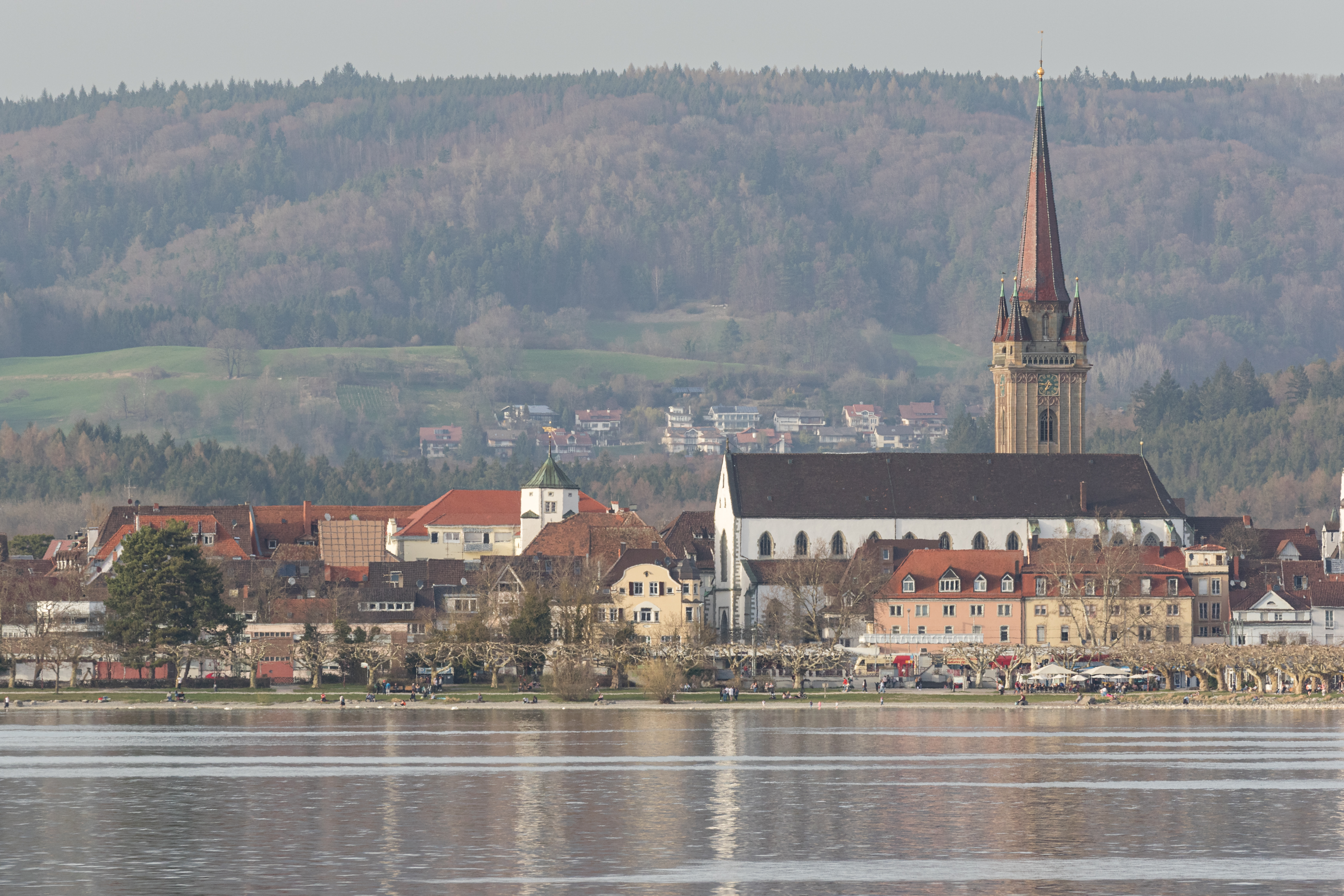
Münster "Unserer lieben Frau" in Radolfzell
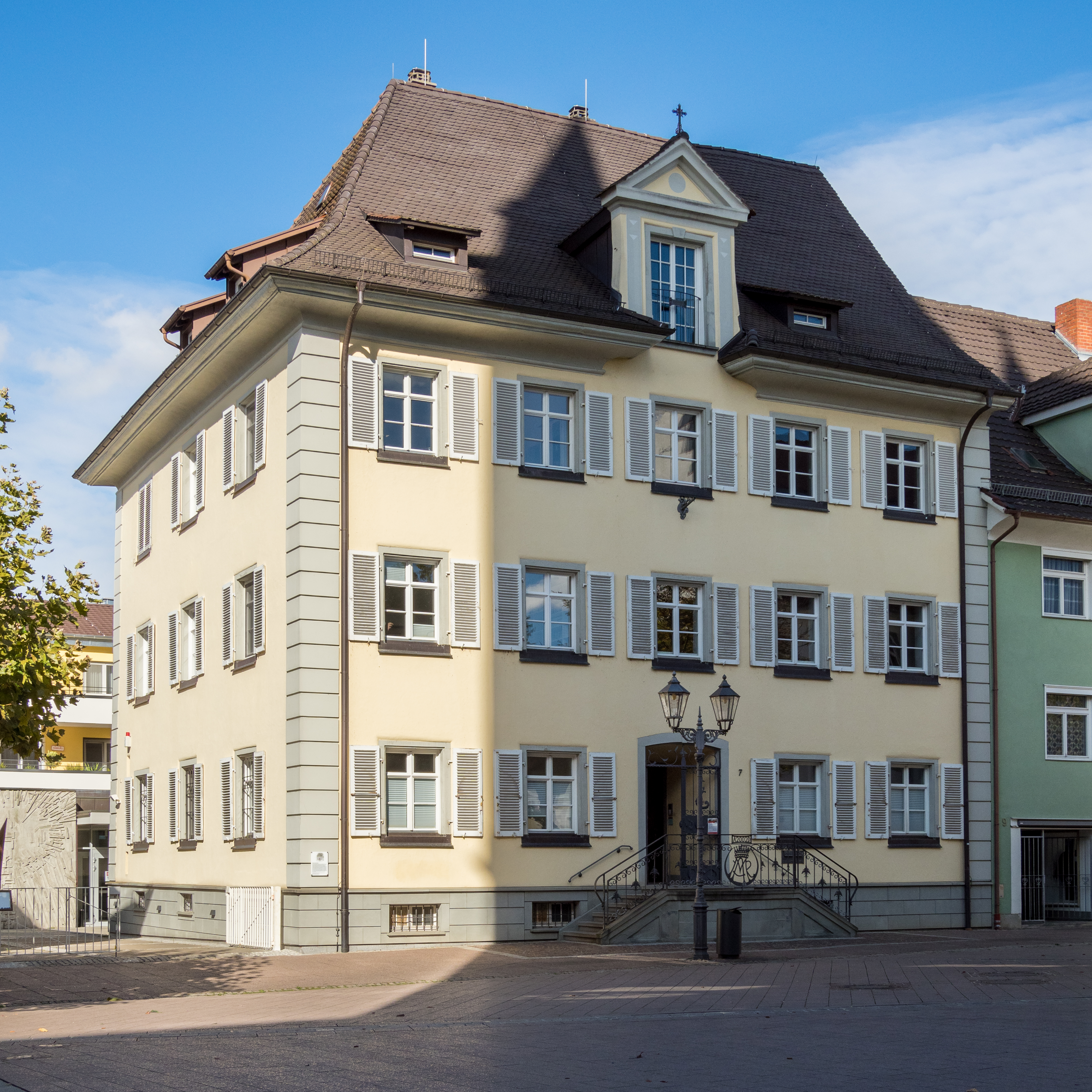
Münsterpfarrhaus
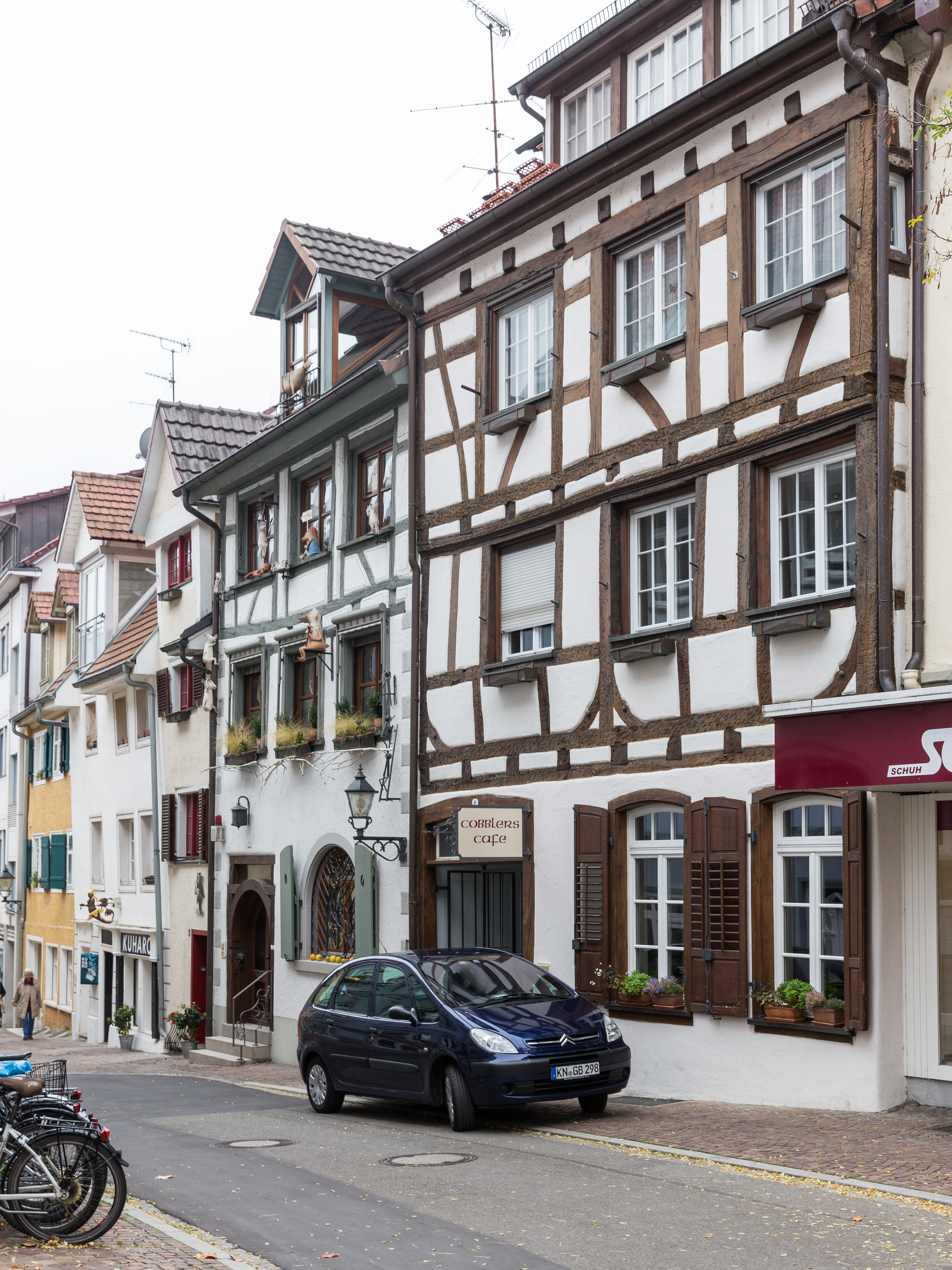
Altstadthäuser in der Schmidtengasse
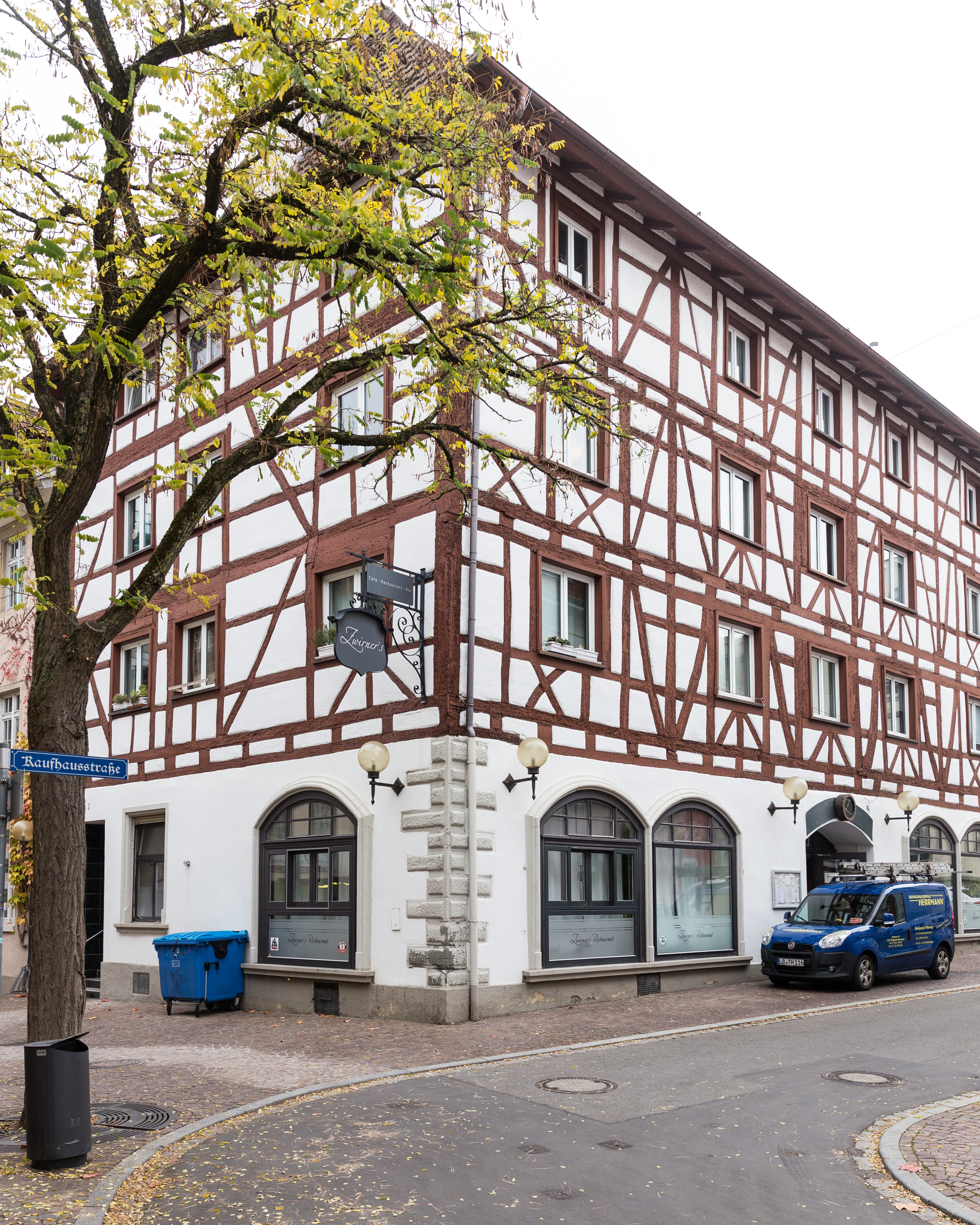
Kaufhausstrasse 3
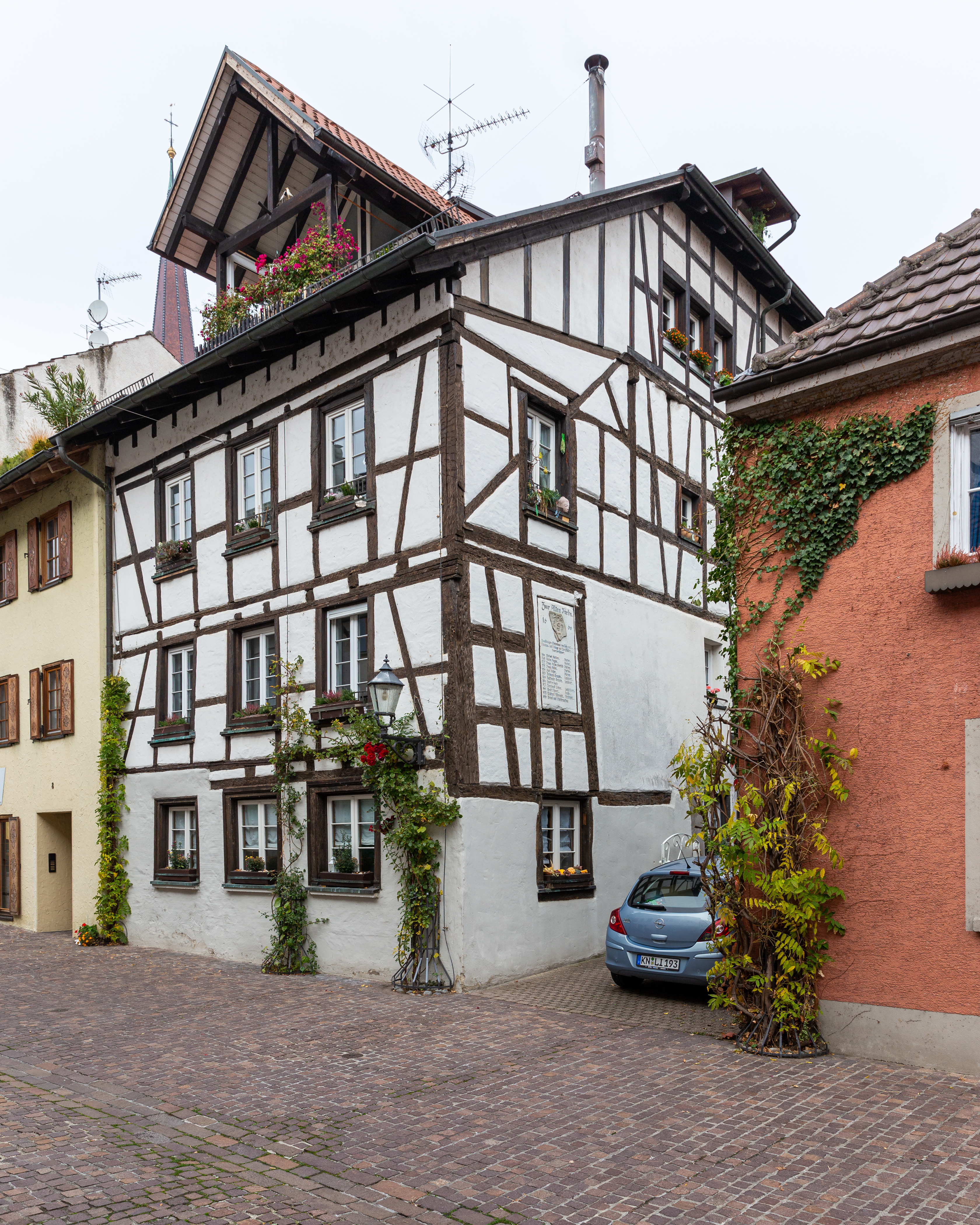
Zur alten Färbe (1660)
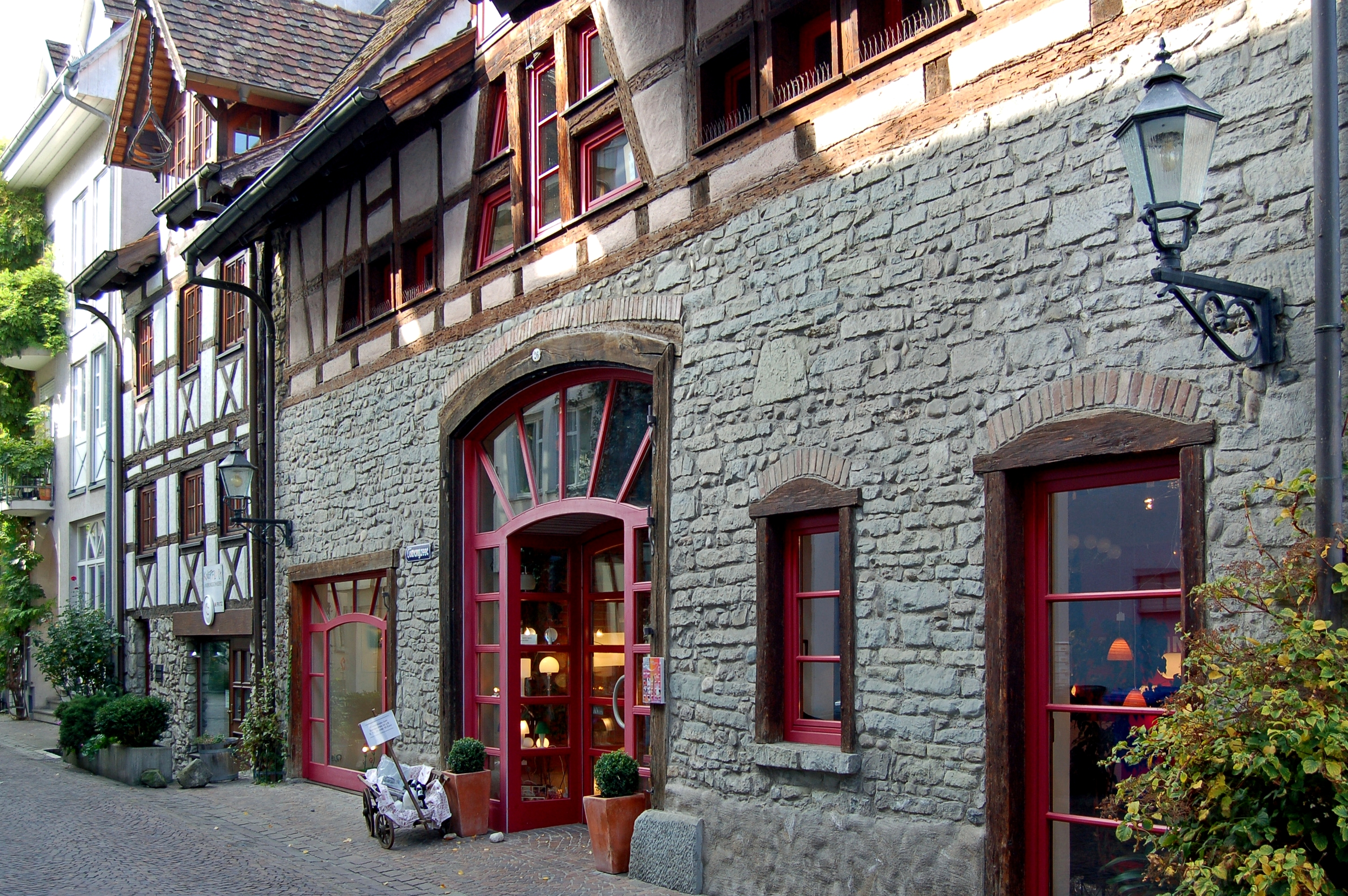
Renovierte Altstadthäuser
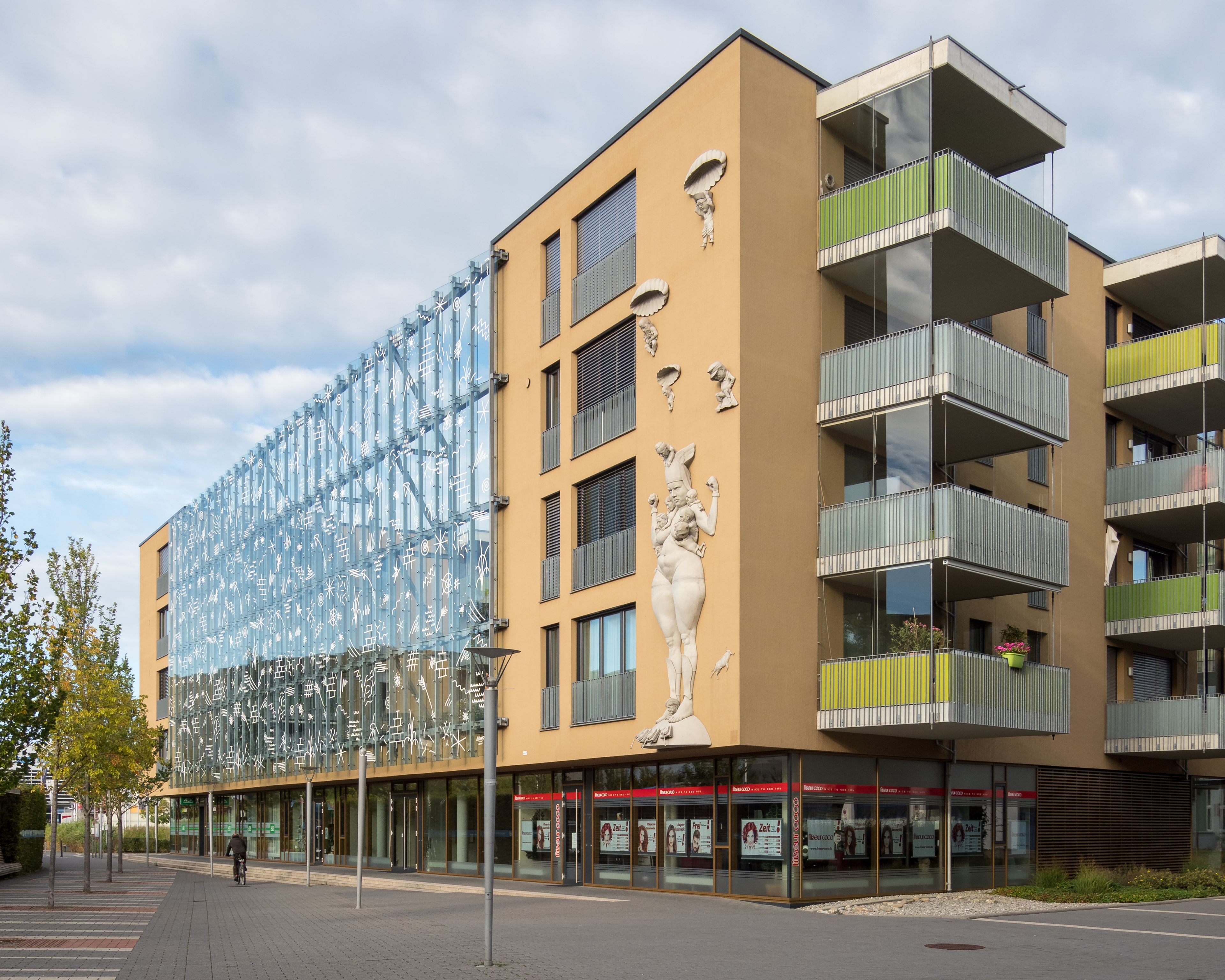
Sankt-Johannis-Straße Radolfzell und "Kampf um Europa" (Peter Lenk)
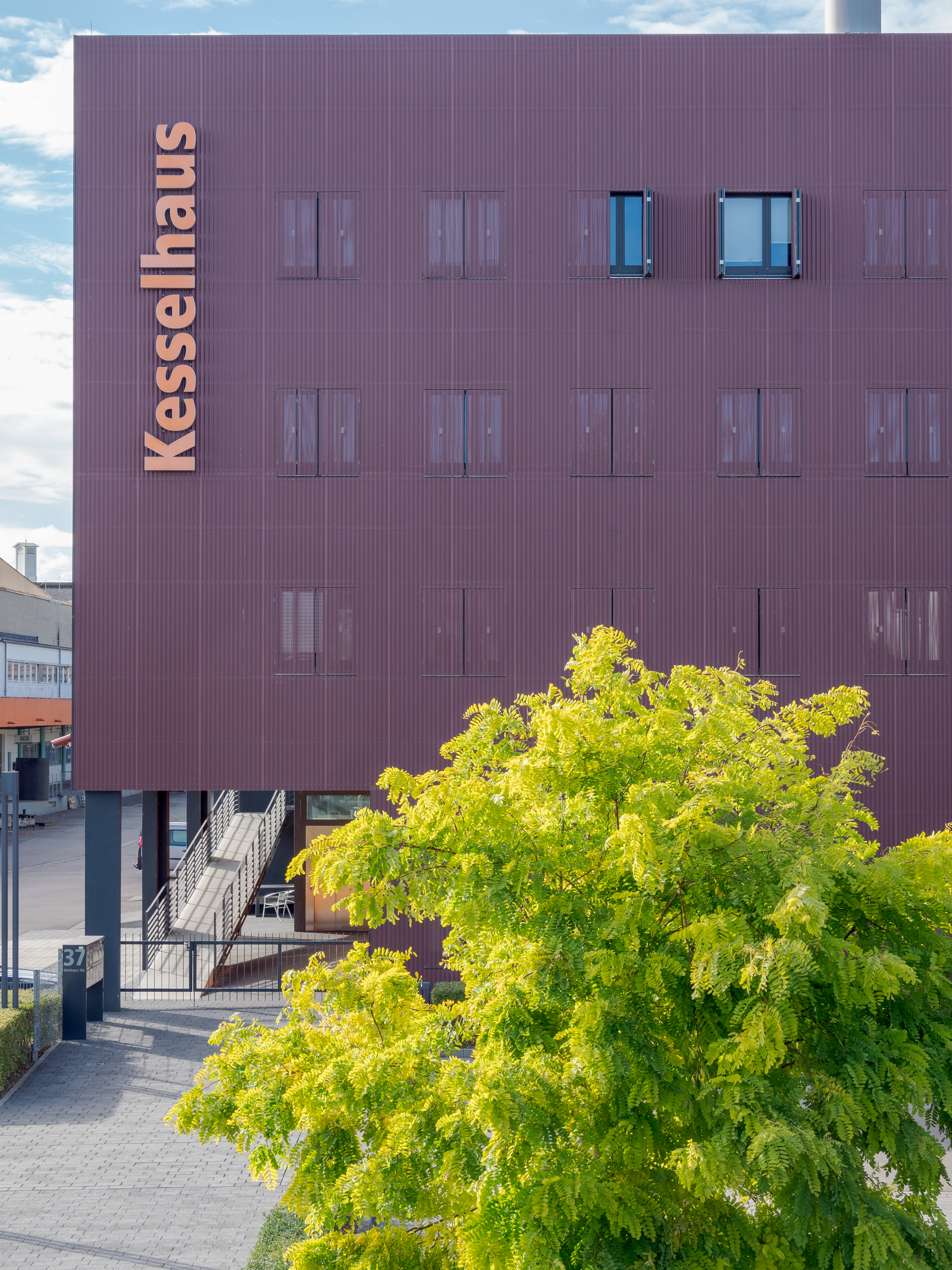
Kesselhaus (ehem. Schiesser)
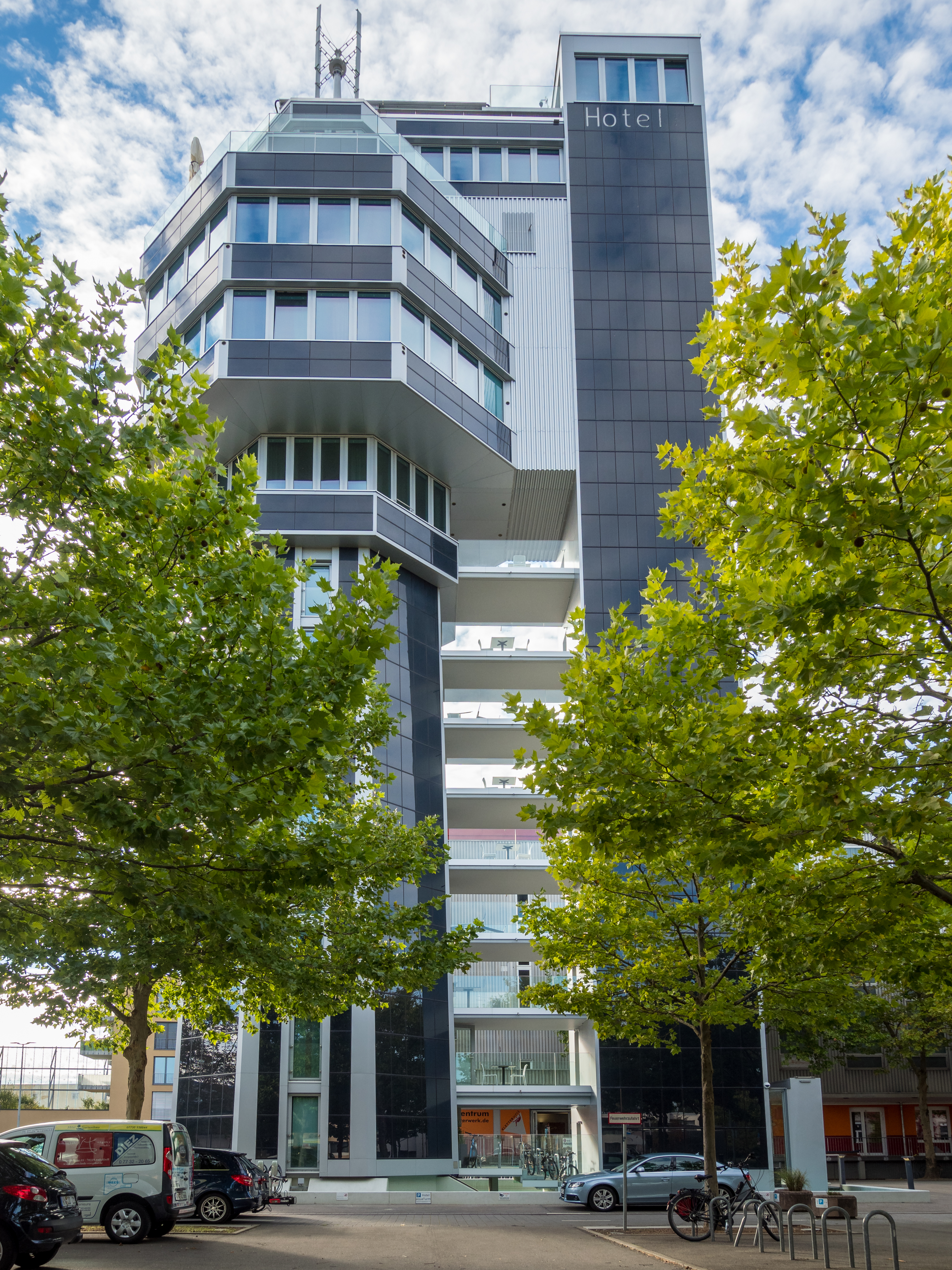
AquaTurm Hotel
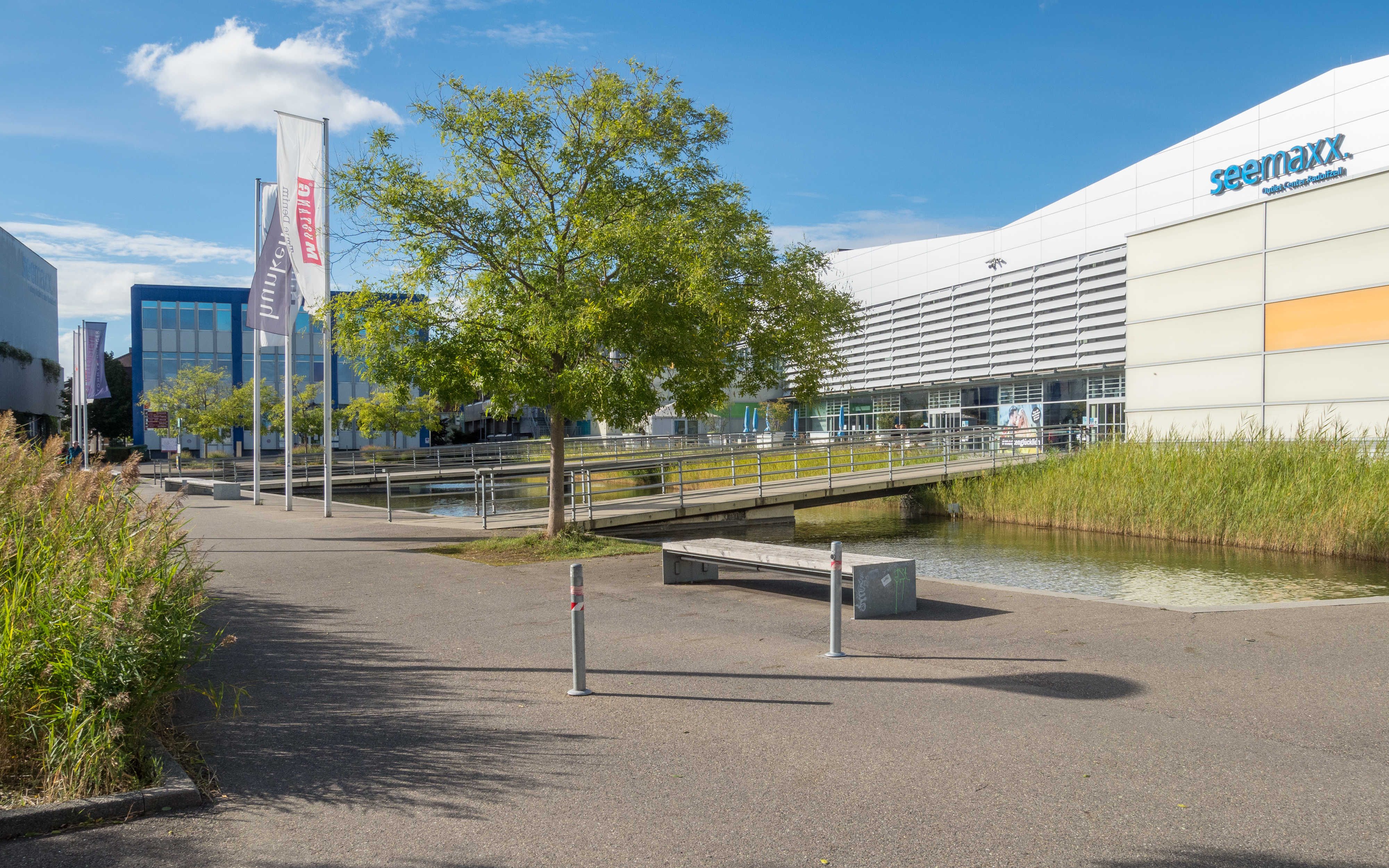
SEEMAXX outlet center

## Persönlichkeiten

### Ehrenbürger
Die Stadt Radolfzell bzw. die früheren Gemeinden haben folgenden Personen das Ehrenbürgerrecht verliehen:
| Radolfzell - 1844: Ignaz Beutter - 1867: Robert Gerwig (1820–1885), Bauingenieur - 1876: Joseph Victor von Scheffel (1826–1886) - 1880: Arsenius Pfaff (1820–1898) - 1906: Monsignore Friedrich Wilhelm Werber (1843–1920) - 1922: Karl Wolf (1858–1932), Generaldirektor der Pumpenfabrik Gotthard Allweiler AG - 1926: Malvine Schiesser (1850–1929) - 1933: Adolf Hitler (aberkannt nach 1945) - 193?: Robert Wagner (aberkannt nach 1945) - 1933: Eugen Speer (1887–1936), NSDAP-Kreisleiter, Bürgermeister von Radolfzell (aberkannt 2010) - 1962: August Kratt (1882–1969), Kaufmann und Kommissarischer Bürgermeister von Radolfzell 1942–1945 - 1962: Josef Zuber (1897–1969) - 1974: Gustav Troll (1895–1979), Bürgermeister - 1975: Maurice Gouin (1924–2013) - 1978: Karl Bücheler (1913–1987) - 1997: Werner Messmer (1927–2016), Unternehmer - 2005: Bernhard Maurer (1930–2010), Münsterpfarrer und Ehrendomherr - 2018: Helmut Haselberger (geb. 1940) | Böhringen - 1960: Fritz von Engelberg - 1974: Friedrich Kleiner Güttingen - 1970: Wilhelm Baur Liggeringen - 1899: Georg Braun Markelfingen - 1959: Anton Sälinger - 1964, 15. Februar: Dominik Wieland Möggingen - 1960: Johann Nikolaus Freiherr von und zu Bodman - 1973: Josef Honsel Stahringen - 1932: August Hoffmann - 1932: Peter Kaufmann - 1969: Gallus Hirling |

### Söhne und Töchter der Stadt
- Ulrich II. von Dapfen (11. Jahrhundert–1123), Abt des Klosters Reichenau von 1088 bis 1123
- Gallus Oehem (um 1446–1521), Chronist der Abtei Reichenau
- Markus Tegginger (1540–1600), Weihbischof, Professor und Stifter
- Paul Albert (1557–1600), gewählter Bischof von Breslau
- Martin Peller (1559–1629), Kaufmann
- Mathias Rauchmiller (1645–1686), Bildhauer, Maler, Baumeister und Elfenbeinschnitzer
- Johann Georg Wieland (1742–1802), Bildhauer und Stuckateur
- Konstantin Noppel (1836–1914), Bürgermeister, Reichstags- und Landtagsabgeordneter
- Alfred Müller-Grah (1847–1912), Architekt des Historismus
- Hermann Sernatinger (1870–1950), Pfarrer, Mundartdichter, Trachtenpfleger
- Constantin Noppel (1883–1945), Jesuit, Caritasdirektor
- Kilian Weber (1887–1954), Lehrer und Heimatforscher, geboren in Stahringen
- Walter Brugger (Philosoph) (1904–1990), Jesuit, Philosoph
- Emil Joseph Diemer (1908–1990), Schachspieler
- Theopont Diez (1908–1993), Politiker (CDU), Oberbürgermeister von Singen
- Hermann Person (1914–2005), Politiker (CDU), Regierungspräsident von Südbaden
- Alfons Becker (1922–2011), Historiker und Hochschullehrer
- Theo Bischoff (1926–1997), Ökonom und Agrartechniker an der Universität Hohenheim
- Siegfried Sterner (1927–1994), Journalist
- Walter Fröhlich (1927–2013), Dichter, der seine Bücher im Konstanzer und Hegauer Bodenseealemannisch schrieb.
- Wolf-Dietrich Foerster (1928–2021), Arzt und Maler
- Hans Peter Haller (1929–2006), Komponist und Pionier der elektroakustischen Musik
- Konrad Philipp Schuba (1929–2021), Organist an der Klais-Orgel Konstanzer Münsters sowie Gründer und künstlerischer Leiter der Internationalen Orgelkonzerte Konstanz
- Thomas Burth (1934–2000), Mundartautor
- Wolfgang Ruf (* 1941), Musikwissenschaftler und Hochschullehrer
- Bernd Mathias Kremer (* 1945), Verwaltungsjurist
- Klaus-Dieter Reichert (* 1945), alemannischer Mundartdichter
- Otto Hübschle (1945–2008), Fachtierarzt und Virologe
- Kurt Lauer (* 1945), Maler und Jazzmusiker
- Hanspeter Wieland (* 1948), Dichter, der seine Bücher und Gedichte im Bodenseealemannisch schreibt, Mitglied in der Muettersproch-Gsellschaft.
- Karlheinz Muscheler (* 1953), Rechtswissenschaftler
- Karl-Peter Brecht (1955–1995), Bildender Künstler
- Seppo Eichkorn (* 1956), Fußballtrainer
- Werner Bodendorff (* 1958), Oboist, Musikwissenschaftler und Schriftsteller.
- Helmut Metzger (* 1959), Fernseh- und Spielfilmregisseur
- Jörg Baberowski (* 1961), Historiker, seit 2002 Professor an der Humboldt-Universität Berlin
- Jürgen Keck (* 1961), Politiker (FDP), MdL
- Patrick Baur (* 1965), Tennisspieler
- Wolfgang Fiedler (* 1966), Biologe und Ornithologe
- Jörg Schuster (* 1969), Literaturwissenschaftler
- Christof May (* 1970), Klarinettist und Saxophonist
- Bernhard Schmid (* 1971), Jurist, Journalist und Autor
- Pit Beirer (* 1972), Motocrossfahrer
- Thomas Podhostnik (* 1972), Schriftsteller
- Markus Knackmuß (* 1974), Fußballspieler
- Björn Spaeter (* 1974), Ruderer
- Michael Quisinsky (* 1976), Theologe
- René Sydow (* 1980), Schauspieler, Autor und Regisseur
- Andreas Penkner (* 1982), Riemenruderer
- Kristof Wilke (* 1985), Riemenruderer
- Sebastian Kördel (* 1990), Windsurfer
- Anna-Lena Forster (* 1995), Monoskibobfahrerin aus Stahringen

### Persönlichkeiten
- Hermann von Friedingen († 1189), Bischof von Konstanz, Herr über Radolfzell
- Niklas von Wyle (1410–1478), Stadt- und Ratsschreiber in Radolfzell, Schriftsteller
- Joseph Victor von Scheffel (1826–1886), Schriftsteller und Dichter
- Kurt Floericke (1869–1934), Naturwissenschaftler, Ornithologe und Verfasser zahlreicher populärwissenschaftlicher Darstellungen. Gründer der Süddeutschen Vogelwarte 1928 in Radolfzell.
- Ludwig Finckh (1876–1964), Arzt, Schriftsteller, NSDAP-Propagandist, 1938 Initiator des Reichsnaturschutzgebiets Mettnau
- Erich Heckel (1883–1970), Maler und Grafiker des Expressionismus
- Carl Diez (1877–1969), MdR, Politiker der Deutschen Zentrumspartei
- Stefan Julius Rapp (1880–1938), Gymnasialprofessor in Radolfzell 1919–1938, Heimatforscher und Genealoge
- Josef Keller (1887–1981), Konditormeister, Erfinder der „Schwarzwälder Kirschtorte“
- Hermann Venedey (1904–1980), Lehrer und 1945/46 Schulleiter der Realschule Radolfzell
- Josef Seuß (1906–1946), SS-Hauptscharführer und ab 1941 Kommandoführer des Dachauer KZ-Außenkommandos Radolfzell
- Joachim Rumohr (1910–1945), SS-Brigadeführer und Generalmajor der Waffen-SS
- Hans Löhrl (1911–2001), Ornithologe und Verhaltensforscher
- Kurt Groß (1912–1977), Jurist, SS-Sturmbannführer, Unternehmensberater
- Leonhard Oesterle (1915–2009), KZ-Häftling und Bildhauer
- Hermann Biechele (1918–1999), Studienrat am Gymnasium in Radolfzell, Politiker (CDU)
- Gerhard Thielcke (1931–2007), Ornithologe und Umweltschützer
- Siegfried Schuster (1936–2018), Ornithologe und Naturschützer
- Peter Berthold (* 1939), Ornithologe, von 1991 bis 2005 Leiter der Vogelwarte Radolfzell
- Josef „Sepp“ Bögle (* 1950), Aktionskünstler (Steinskulpturen) und Buchautor
- Mirko Frýba (1943–2016), Psychoanalytiker, unter dem Namen Bhikkhu Kusalananda buddhistischer Mönch im Weltkloster Radolfzell
- Ulrich Wimmeroth (* 1962), Autor im IT-Bereich und freier Journalist